# 緋色的碎片
《緋色的碎片》是Idea Factory所發售的戀愛冒險遊戲。2008年8月7日發售遊戲續作《蒼黑之楔 緋色的碎片3》。另有外傳作品《緋色的碎片 在那片天空下》和《蒼黑之楔 緋色的碎片3 迎向明天》。
2007年8月9日發售《翡翠水滴 緋色的碎片2》，另有重制作品《真翡翠水滴 緋色的碎片2》。4代作品《白華之籠～緋色的碎片4～》於2012年9月20日正式發售，附屬外傳作品為《白華之籠～緋色的碎片4～四季之詩》。
《緋色的碎片》於2012年初宣布動畫化，同年4月1日開始播放，6月24日播放完畢。同年6月29日宣佈10月播放第二季。全26話。

## 故事概要

### 遊戲本傳《緋色的碎片》系列
故事主角春日珠紀因父親調到非洲工作，因此她被叫到外祖母家所在的季封村去，和外婆一起生活。被叫去的真正原因是因為一把名為「鬼斬丸」的刀因某種原因封印開始減弱，而導致村裡的神明紛紛騷動了起來，又因主人公的體內流著玉依血脈，被稱為「玉依姬」，而玉依姬自太古以來代代都繼承著封印「鬼斬丸」的使命。
同時，五位被稱為“守護者”守護玉依姬的少年們出現了。遊戲中就是描寫珠紀在對抗阻止封印的謎樣組織邏格斯的過程中，和“守護者”之間產生的戀情。
遊戲本傳愛藏版《緋色的欠片 茜色的追憶》，追加遊戲本傳的部分劇情補述。附加外傳作品《緋色的碎片 在那片天空下》則交代「鬼斬丸」被封印後，珠紀正式繼承玉依姬身份和其他守護者們的互動，並分別經歷情人節和秋祭（DS遊戲版則追加聖誕節篇章）的事件。

### 《翡翠之雫 緋色的碎片2》系列
該作故事設定於鬼斬丸封印半年後，一座被高山圍繞的沿海村落－錦律見村，主角高千穗珠洲是居住於錦律見村的水杜珠洲學院高中2年级學生，歷代負責守護海神神社的最高位海神巫女「玉依姬」的繼承者。長年以來，錦律見村的「玉依姬」肩負著祭奉龍神的使命，維護著錦律見村的和平。直至劇情初始時，龍神因故發狂，開始在錦律見村興風作浪，珠洲的母親暨先任玉依姬高千穗彩子為平息龍神的憤怒，犧牲自己的生命，連珠洲的義姊八坂真緒亦於搶救珠洲的過程中，不慎遭海嘯捲入海裡，雖然珠洲為母親和義姊的遭遇感到哀傷，但還是強忍喪親之痛，繼承母親的遺志成為繼任玉依姬。
歷劫歸來的真緒再度和珠洲相會，但此時的真緒不僅性情丕變，沾染污濁的邪氣，甚至還威脅珠洲將象徵最高位海神巫女「玉依姬」的證明「玉依姬的勾玉」親手交給她，否則將對其不利，轉而動身離開珠洲的面前。為了尋回真緒並發掘後者產生異變的實情，珠洲決定踏上旅程，還陸續邂逅幾名擁有特殊力量，被稱為「守護者」的少年，進而和「守護者」譜出戀情。
本作關於玉依姬和守護者的世界觀和歷史設定有別於《緋色的碎片》和《白華之檻》，其攸關於豐玉姬和玉依姬的敘述，係取材於日本神話豐玉姬分娩並托子於玉依姬的典故。在《緋色的碎片》登場的珠紀和守護者們，將以協助者的身份客串登場。
《真·翡翠之雫》則是《翡翠之雫》經過劇情重製的遊戲版本，在DS版附有「桃花祭」的後日談結局。

### 《蒼黑之楔 緋色的碎片3》系列
《蒼黑之楔》的劇情背景，建立於「鬼斬丸」被封印一年後的夏天，季封村產生的異變忽然襲向珠紀和守護者們，為了查明幕後的真相，珠紀等人決意再次迎接挑戰並阻止世界的毀滅。DS平台的遊戲版本，附有「紅陵祭」的後日談劇情，敘述珠紀和眾角色們參加紅陵學院文化祭的經過。
外傳資料片《蒼黑之楔 迎向明天》補充說明《蒼黑之楔》事件落幕後的翌年春天，通過應屆入學測驗的珠紀和守護者們接獲大學的錄取通知，面臨即將來臨的畢業典禮和生活變化，眾人進而流露彼此間的心路轉折，終結自《緋色的碎片》本傳起始的系列故事。劇情模式共分為「大家的結業式」和「與你的結業式」兩個篇章，「大家的結業式」為眾角色的共同故事線，依據主人公的選擇令劇情產生些許變化；「與你的結業式」係承續《蒼黑之楔》和指定角色發展出Goodending後的續篇故事線，為主人公和個別角色的戀情作出總結。

### 《白華之檻 緋色的碎片4》系列
故事背景建立於距離《緋色的碎片》千年前的平安時代，該作主角詞紀係當代肩負守護和封印鬼斬丸使命的「玉依姬」，因為幼年時期身為先任玉依姬的母親卯紀之死，深陷咎責之情而無法從過去的囚梏解脫。然而隨著其和「守護者」們的邂逅和相戀，詞紀的命運亦逐步產生了變化。《白華之檻》的遊戲本片共有15種結局，每位可攻略對象個別有Bad ending、Normal ending、Good ending的結局模式，其中僅有一個結局承接《緋色的碎片》和《蒼黑之楔 緋色的碎片3》系列的歷史設定。
附屬外傳《白華之檻 四季之詩》，則是額外描述詞紀在世界恢復和平後，和其他守護者互動所發生的故事。《四季之詩》分為「春」、「夏」、「秋」、「冬」四個篇章，部分原本於《白華之檻》無法攻略的角色，將於《四季之詩》成為可攻略的對象。
該作是《緋色的碎片》和《蒼黑之楔 緋色的碎片3》系列的前傳，並補充說明部分《緋色的碎片》和《蒼黑之楔 緋色的碎片3》登場角色的祖先的經歷。

### 《緋色碎片 新玉依姬傳承》系列
主角藤森沙彌是居住於寒名市的高中2年級學生，原本過著極其平凡的生活。某個月夜，沙彌偶然和名為鬼崎刀真的持刀少年相遇，之後卻經常發現無人查覺的詭異氣息和謎樣生物，加上幾名神秘的少年們不斷地接近她，令其深陷苦惱之中。後來沙彌在險遭不明生物襲擊之際，被先前於月夜裡邂逅的刀真所救，以刀真為首、集結在現場的五名少年，宣稱沙彌正是他們負責守護的「玉依姬」，而他們則是隨侍在玉依姬身邊的「守護者」，環繞在沙彌和守護者之間的冒險故事就此展開。
《新玉依姬傳承》是緋色碎片系列裡，唯一將劇情背景設定於現代都市的作品。守護者皆由《緋色的碎片》的配音員擔綱演出。

## 登場人物

### 主要人物
春日 珠紀（聲演：鹿野優以（遊戲版《翡翠之雫》）、三宅麻理惠（電視動畫和廣播CD））
本作主人公（遊戲中可更換名稱），有著咖啡色的長髮跟棕色的瞳孔，為女神玉依姬的後裔，遊戲首作時的初始年齡17歲，身高165公分，血型O型，生日6月28日。已知家族成員有外祖母宇賀谷靜紀、父母春日健司與春日美玲、還有曾為歷代玉依姬的祖先詞紀。原本該依照季封村歷代玉依姬的傳統習俗，於七五三儀式時執行襲名儀式，成為接任的玉依姬，但由於母親不願讓她繼承玉依姬的身份，將其帶離季封村至外地生活，故於劇情初期對玉依姬的事情一無所知。故事開始時雙親因工作緣故被調往非洲出差後，以一名普通女子的身分被外祖母宇賀谷靜紀叫回季封村，同時被告知身上流著玉依姬的血液，並且必須盡快接任此身分。以轉學生身分轉進當地的紅陵學院高二生
自古以來的玉依姬，都是負責封印「鬼斬丸」的使命。擅長使用符咒，召喚始魔（靈狐）。體內擁有巨大的潛在力量，但同時也因力量無法覺醒而苦惱著，一直希望能夠在戰鬥中幫助大家。後來可在接觸到攸關玉依姬的特殊典籍時，和古代玉依姬的意識（記憶）產生共鳴，還獲得能喚醒並加持守護者的力量，力量覺醒時型態與服裝也會產生變化（其餘守護者亦有此變化）。在《翡翠之雫》和《蒼黑之楔》甚至能夠創造結界。
性格一直是開朗明亮、活潑樂觀的。對待他人十分溫柔友好。後期因為經過美鶴的指導，料理手藝亦俱備一定的水準。喜歡神社的舞樂面具。
遊戲本傳中藉由五寶具和守護者的幫忙，成功將「鬼斬丸」封印。鬼斬丸被封印後，珠紀正式接替外祖母成為繼任玉依姬，於《蒼黑之楔》升為高三生。亦曾於帶領守護者們協助錦律見村的玉依姬高千穗珠洲。
在《蒼黑之楔》最終章中，藉由使魔的力量使玉依姬的力量完全覺醒。最終為了實現神與人和平相處的理想和顧及季封村的未來，欲學習更多知識而努力地用功讀書，於《蒼黑之楔 迎向明天》正式和拓磨、遼及真弘從紅陵學院畢業，如願考取被典藥寮控制的大學，展開新生活。
為當代的「玉依姬」，在小說版和動畫版的劇情裡喜歡拓磨。
鬼崎 拓磨（聲演：杉田智和、川庄美雪（童年時期〔廣播CD版〕）
有著紅色的短髮跟紫色的瞳孔。身高178公分，68公斤。血型O型。生日5月11日。遊戲首作初始時為17歲的紅陵學院高二生。
主人公遇到的第一位守護者。為守護玉依姬的五家成員之一。「鬼」之一族（常世神血統）的後裔。《蒼黑之楔》揭露祖先是隱歧秋房。
乍看之下是冷漠的一個人，但其實相當熱血。內心很溫柔，相當在乎夥伴。經常和鴉取真弘打打鬧鬧，但實際上很尊重自己的前輩。在校學習成績不佳。擅長撈金魚。喜歡填字謎、 觀賞時代浪人劇、 鯛魚燒。由於擔心體內流敞著鬼的血液，會受到玉依姬的力量影響失去控制，為此對於珠紀選擇繼承玉依姬職責的決定一度有所遲疑，但最終仍決定尊重後者的選擇，支持珠紀成為繼任玉依姬。遊戲本傳的劇情落幕後，於《蒼黑之楔》升為高三生。亦於《～ 緋色的碎片2》接受珠紀的委託，協助擔任錦律見村玉依姬守護者的重森晶作戰。
經常和狗谷遼針鋒相對，珠紀曾形容拓磨和遼其實是物以類聚且同類相斥，被遼戲稱作「紅髮怪力男」或「赤頭」。不擅長術式。擅長近身戰，且具有操縱強大力量的能力。覺醒時頭部出現成對的黑色尖角，雙瞳變黃，耳朵變尖，髮長過腰，臉部和身體浮現象徵鬼族的黑色紋身，右手也會變成印有咒文的赤色巨型鬼爪。
在小說版和動畫版最後選擇永遠保護珠紀，喜歡珠紀。《蒼黑之楔》的劇情落幕後，拓磨於《蒼黑之楔 迎向明天》正式從紅陵學院畢業，和真弘、遼、珠紀順利考取被典藥寮控制的大學。最終在拓磨故事線尾聲向珠紀求婚，並於大學畢業後正式結為連理。
狐邑 祐一（聲演：浪川大輔、吉川未來（童年時期〔廣播CD版〕））
有著銀灰色的短髮跟琥珀色的瞳孔。外貌俊美，受到許多女學生的歡迎。被珠紀認為是最漂亮的角色。身高175公分，62公斤。血型O型。生日5月19日。遊戲首作初始時為18歲的紅陵學院高三生，為守護玉依姬的五家成員之一。「妖狐」幻燈火的轉世後裔。
看似冷漠，其實相當溫柔。經常獨自待在學校的圖書館裡閱讀，在校園裡是個成績優秀的高材生。
由於是妖狐的後裔，所以相當耐寒（動畫版第二季，則追加其俱備夜視能力的特性），而且和珠紀持有的御先狐格外親近。雖然廚藝不甚理想，但仍願意為了珠紀，向美鶴請教做料裡的秘訣。
興趣是在太陽底下發呆，無論何時都能瞬間睡著，真弘表示最高紀錄為4.73秒。有時還會對真弘做出犀利的吐槽。喜歡稻荷（豆皮）壽司、蔥、甜食、月見烏冬狐狸系列的物品，也相當擅長繪畫和製作精細的手工藝作品。
童年因為血緣關係被人類朋友排斥，所以不擅長或不喜歡與人類交流。遊戲本傳劇情落幕後，為了調查典藥寮的相關情報，選擇在畢業後進入典藥寮控制的大學讀書，於《蒼黑之楔》返回季封村協助珠紀和守護者們度過難關。在，則會接受珠紀的委託，協助擔任錦律見村玉依姬守護者的壬生克彦作戰。
《蒼黑之楔》祐一線裡，透露其實於童年時代便曾和當時的珠紀有著短暫的因緣，其亦受到這段經歷的影響，決意成為更加出色的對象。和大蛇卓是非常投緣的棋友和茶友。
擁有操縱幻術迷惑指定對象和運用火焰的能力的「幻術師」。在《蒼黑之楔》甚至能運用蘊藏體內的先祖的力量作戰，但是這段期間的祐一將會受到先祖的意識所控制，而且使用的次數越頻繁，越無法保持理性，更甚著會不分敵我的發動攻擊。覺醒時頭部出現成對狐耳，手部指甲變成利爪，長有四條白色狐尾，臉部和手背浮現象徵妖狐的紋身。獸形姿態則是額頭有著藍色封印，擁有白色毛皮，琥珀色雙瞳的四尾妖狐。
《蒼黑之楔》的劇情落幕後，祐一協助珠紀、拓磨、真弘、遼複習課業，令珠紀等人順利通過入學測驗，於《蒼黑之楔 迎向明天》趁著春假再度返回故鄉，慶祝珠紀、拓磨、真弘、遼考取他所就讀的大學。最終在祐一故事線帶著珠紀離開季封村，展開大學新生活。
鴉取 真弘（聲演）
有著紫水晶色的短髮跟藍綠色的瞳孔。外表像小學生。身高157公分，45公斤。血型B型。生日8月17日。遊戲首作初始時為18歲的紅陵學院高三生，為守護玉依姬的五家成員之一。千年前的「八咫鳥」空疏尊的後裔（小說版則設定為空疏尊的轉世後裔）。《白華之檻 緋色的欠片4》揭露祖先尚有高御產巣日神與賀茂建角身命。
有著絕對不打女人的信條。喜歡水晶小子、美女、摩托車、炒麵麵包、肉類、火鍋。習慣待在高的地方。夢想在將來離開村莊前往美國。
擅長弓箭、射擊、打水漂等狙擊性質的活動，對於需要毅力和精細手藝的手工藝感到苦手。廚藝差勁程度被守護者全員詬病，但本人則是對此毫無知覺。實際上從初次見面的時候就覺得主人公很可愛。
和拓摩交情甚篤，兩人同樣在校學習成績不佳，非常忌諱別人取笑他的身材，被艾利亞評為「身高和度量都無限量悲劇的傢伙」，扺要和後者見面，就會與之鬥嘴。祐一甚至形容他「笨蛋都喜歡高的地方」。
雖然乍看之下做事粗魯、神經大條、嘴巴很壞，但其實十分有心，也意外的有紳士風度。很多時候在團體中擔任搞笑的角色，總是笑臉迎人。然而其熱情與開朗的背後，有著極度自卑以及難以捉摸的內心。其實係因真弘自幼年時期便被村民預選為生贅的獻祭品，試圖逃離村莊未果，仍被村民強行捉回村裡，遂逐漸放棄逃離季封村的希望，但因為受到珠紀的影響而改變自己的理念。遊戲本傳劇情落幕後，真弘雖然經過一番努力，令自己的成績大有進步且正式考上大學，但因為放心不下後輩，故自願放棄該次入學機會成為重考生，準備和珠紀等人參加同屆入學考試。後亦於《～ 緋色的碎片2》接受珠紀的委託，協助擔任錦律見村玉依姬守護者的壬生小太郎作戰。
擅長近身戰。體內流著神明之血，也因此擁有非人的力量與任意操控風的能力。覺醒時瞳孔變成黃色，耳朵變成烏鴉的羽毛，背部出現烏鴉的雙翼，臉部和手背浮現象徵八咫鳥的紋身。
對珠紀有好感。《蒼黑之楔》的劇情落幕後，真弘於《蒼黑之楔 迎向明天》和拓磨、遼、珠紀順利考取被典藥寮控制的大學。在真弘故事線則會向主人公道出希望在將來育有三名子女，再讓孩子們誕下各自的後代的告白。
大蛇 卓（聲演：平川大輔）
有著暗青色的長髮跟黃色的瞳孔。戴著半框的眼鏡。平時則會用白色髮帶將部分頭髮綁成束辮。卸下眼鏡時的容貌曾被珠紀誤認成女性訪客（動畫版則對此並無特殊反應）。身高185公分，73公斤。血型A型。生日9月8日。遊戲首作初始時年齡25歲，表面身分是書法家，為守護玉依姬的五家成員之一，最年長的守護者。「大蛇」一族胡土前的轉世後裔。亦為歷代負責守護陽之鏡的家族成員。
為人溫柔，骨子裡卻是有些腹黑的。喜歡收集茶葉，泡出來的口味都很好喝。喜歡茶、 豆腐、下棋。
經常顯示出冷靜的一面處理事情，先代玉依姬（主人公的外祖母）也將他視為得意助手，收集情報的能力非常優秀。其母親於多年前的神隱事件裡，被做為加強封印的生贅而犧牲性命，雖然被旁人告知母親係因交通事故逝世，但在成年後逐漸對母親的死因產生疑問，後由於偶然間翻閱到記載玉依姬歷史的典籍，得悉季封村仍存在著將部分村民當成加強封印的生贅的習俗，從而發掘母親犧牲的真相而有所動搖。在遊戲本傳卓和遼的故事線和動畫版裡，為了以自己的方式讓鬼斬丸消失，選擇暫時離開主人公和守護者們，潛入「邏格斯（Logos）」擔任臥底，後回歸至主人公和守護者們的陣營，抵抗來自邏格斯和典藥寮的威脅。
個性不服輸，將棋只要輸了就會炸掉棋盤以求和局。對於鬼崎拓摩和鴉取真弘時常闖禍的行徑傷透腦筋。對於拓磨和遼時有摩擦的情形寧願選擇袖手旁觀，也不願出手干預兩人之間的衝突。和祐一既是投緣的棋友和茶友，亦是唯二從本傳劇情開始前，便認識主人公的守護者。遊戲本傳劇情落幕後，於《～ 緋色的碎片2》接受珠紀的委託，協助擔任錦律見村玉依姬守護者的天野亮司作戰。
擁有操控水和大地的能力，亦擅長創造結界。力量覺醒時瞳孔變成黃色，頭髮垂長過腰，髮色從頭頂至髮尾呈現黑白雙色的漸層變化，臉部和手背浮現象徵大蛇的紋身。
《蒼黑之楔》的劇情落幕後，卓協助珠紀、拓磨、真弘、遼複習課業，令珠紀等人順利通過入學測驗，於《蒼黑之楔 迎向明天》慶祝珠紀、拓磨、真弘、遼考取典藥寮控制的大學。在卓的故事線尾聲會選擇搬離季封村，陪伴主人公求學。
犬戒 慎司（聲演：下和田裕貴、牧口真幸（童年時期〔廣播CD和動畫〕））
有著紫色的短髮跟黃色的瞳孔。身高170公分，55公斤。血型AB型。生日12月27日。遊戲首作初始時為15歲的紅陵學院高一生。
因受到班上女學生的歡迎而時常不能準時下課。曾經因能力無法覺醒，而離開季封村去修行，在主人公回村之後歸來。擅長烹飪和製作手工藝的成員。夢想在將來進入大學讀書，擔任國文教師。
個性溫柔，身為守護者卻不喜歡戰鬥。其能力一直無法覺醒的原因是因為慎司並非犬戎血統的真正繼承者。在廣播版劇情裡顯示其有腹黑的一面。
守護者之中戰鬥力最弱。實為擁有操控語言能力的「言靈使」，能夠將所說出來的語言具象化，做為攻擊、防禦等使用，其中亦包含會削減施術者生命的禁咒。覺醒時臉部和身體浮現象徵言靈的紋身，身邊環繞著金色的言靈咒環。
遊戲在慎司線中，會發現他是作為「邏格斯（Logos）」的第五名間諜「費恩夫」，想要破壞鬼斬丸。
實際上為玉依姬的旁支血脈「言藏」一族的後裔，為守護玉依姬的五家成員之一，最年輕的守護者。與美鶴是雙胞胎兄妹，祖先為言藏智則。但因言藏一族代代相傳龍鳳雙胞胎中的男性是不幸的（因擁有過強的力量），又剛好犬戎家表示沒有後嗣，因此被送去犬戎家。後來因為犬戒的力量始終無法展現出來，因此犬戎家就以修行的名義將他流放到狗神神社，一直到言靈的能力出現之後才回到村子裡來。
流放期間，拯救他的正是「聖女」艾莉亞，因此服從於「邏格斯（Logos）」，回到村子也是為了任務。雖然選擇了拯救他的艾莉亞，但他還是很單純的想要保護珠紀和美鶴，不想讓她們受傷，希望能夠留在珠紀身邊。遊戲本傳劇情落幕後，於《蒼黑之楔》升為高二生。在，則會接受珠紀的委託，協助擔任錦律見村玉依姬守護者的高千穗陸作戰。
《蒼黑之楔》的劇情落幕後，慎司協助珠紀、拓磨、真弘、遼複習課業，令珠紀等人順利通過入學測驗，於《蒼黑之楔 迎向明天》慶祝珠紀、拓磨、真弘、遼考取典藥寮控制的大學。在慎司線尾聲則於珠紀等人畢業1年後，順利考取被典藥寮控制的大學，再度成為祐一、拓磨、真弘、遼、珠紀的後輩。
狗谷 遼（聲演：野宮一範）
遊戲本傳隱藏角色。有著淺棕灰色（動畫版為墨綠色）的頭髮跟赤色的瞳孔。身高180公分，75公斤。血型O型。生日7月10日。遊戲首作初始時為18歲的紅陵學院高二生，但曾經因為長期缺席而留級一年。其真實身分是被狗谷家收養的守護者「犬戒」一族之真正繼承者，海辛彥的後裔。唯一一位從初始時就只是為了保護主人公（而並非為了「玉依姬」的身分）而戰鬥的守護者。
習慣在穿著制服的時候，將制服敞開或繫在腰間，露出裡面的便服，亦經常在穿著便服的時候，配戴銀色的項鍊是個孤獨的人，不喜歡與眾人為群，個性強硬冷淡，卻意外地愛鬧彆扭。表面上視性情相仿的鬼崎拓摩為死對頭，兩人時常以「赤頭」、「灰頭」謔稱對方，甚至還會因故大打出手，但其實非常信賴對方且具備絕佳的默契，而且在情勢極度危急的狀態下，則會暫時放下彼此間的芥蒂，和拓磨攜手合作度過眼前的難關。
和主人公第一次見面時被叫做「性騷擾男」，遊戲中的表現行為也是在角色中尺度最大的人物。清乃形容他「全身散發著鬼畜氣息的傢伙」。連其他守護者亦將其冠以「萬年發情犬」、「宛若欲望化身的狗谷」等綽號。
將主人公視為所有物。喜歡吃肉，嗅覺極佳（可嗅出週遭環境的對象體味和情緒轉折，甚至是天候變化的跡象），手工藝方面亦有不錯的水準。幼時雙親為了保護遼免於遭受玉依姬利用的命運，遂藉著典藥寮的協助，對外誆稱犬戎家產下死嬰，無後繼子嗣的消息，將其交給狗谷家的親戚撫養成人，加上父親於神隱事件被做為生贅而犧牲性命，故於劇情初期逃避自己身為守護者的職責，對玉依姬和守護者的繼承體系痛惡欲絕，甚至在透過先代玉依姬宇賀谷靜紀的敘述，獲知犬戎家的歷史並推斷出自己的身世（動畫版則是向珠紀和守護者們坦承自己的真實身份）後，仍不願回歸本家擔任繼承者。原先僅是為了破壞鬼斬丸，才選擇和典藥寮暫時合作，接近擁有玉依姬血統的珠紀，卻因為守護者血脈的影響，受到後者的吸引，改變自己的信念，遂立誓成為珠紀的守護者。遊戲本傳劇情落幕後，於《蒼黑之楔》升為高三生。在《～ 緋色的碎片2》則會接受珠紀的委託，協助擔任錦律見村玉依姬守護者的賀茂保典和御子柴圭作戰。
擅長近身戰，擁有著過人的速度，作戰時習慣並用拳腳攻擊對手。覺醒時雙瞳變黃，頭部出現黑色的犬耳，手部指甲變成利爪，長有黑色的犬尾，臉部和手背浮現象徵犬戎的紋身。
對珠紀有好感。《蒼黑之楔》的劇情落幕後，遼於《蒼黑之楔 迎向明天》正式從紅陵學院畢業，和拓磨、真弘、珠紀順利考取被典藥寮控制的大學。在遼故事線尾聲暗示其對珠紀有著更進階的肢體接觸。

### 其他人物
宇賀谷 靜紀（聲優：久保田民繪）
珠紀的外祖母，為先代玉依姬。雖然擁有強大的靈力，因年事已高和身體虛弱，經常待在房裡。
非常在乎封印「鬼斬丸」一事，必要的時候不惜犧牲珠紀和守護者們，是個心狠手辣之人。在遊戲本傳拓磨線和動畫版第二季命喪於艾恩的刀下（《蒼黑之楔》即是採用此結局），但在遊戲本傳遼故事線則是被蘆屋正隆視為失去利用價值，繼而被後者殺害。
言藏 美鶴（聲：藍川千尋）
留著紫色的齊瀏海過頸短髮的少女。遊戲本傳開始時15歲（《蒼黑之楔》為16歲），生日12月27日。
平時性格十分溫和，待人溫柔，十分擅長料理。她的頭腦很好，因為已經取得高中畢業證書所以不需要去上學，而是待在宇賀谷家服侍玉依姬。偶爾會露出如同人偶一般的冷淡表情，在遊戲路線中顯示出內心其實有腹黑的一面。
慎司線中，透過先代玉依姬得知自己跟童年玩伴慎司其實是雙胞胎兄妹。時常擔心慎司的安危，曾哭著勸慎司逃離這些爭鬥，遠離玉依姬他們，但慎司仍然選擇保護他們。加著慎司迷戀著珠紀而拒絕自己的追求，內心的仇恨轉向玉依姬使多萊爾有機可趁而加以操縱，使她意圖殺害光輝無暇、卻又奪走自己一切的玉依姬，但後來被慎司給阻止。爾後靠著自己的意志反抗多萊爾，與守護家並肩作戰。
對拓磨有好感，深愛的人是自己的兄長慎司。擅長使用言靈的力量作為攻擊、防禦、治療等用途。
言藏一族，為玉依分家血脈，代代服侍玉依家。亦負責協助宇賀谷静紀執行季封村的生贅儀式，直至珠紀成為繼任玉依姬後，便不再接觸生贅儀式的相關事宜。在遊戲番外篇祐一故事線的劇情選項裡，向珠紀說明歷代玉依姬其實是藉著和守護者通婚，從而保持後代玉依姬純正的血統與力量的實情。
遊戲本傳的劇情落幕後，美鶴於《蒼黑之楔》和珠紀及守護者們被捲入陰陽雙鏡所引發的事件，後於《蒼黑之楔 迎向明天》和其他守護者們慶祝珠紀、拓磨、真弘、遼考取典藥寮控制的大學。
御先狐（池崎リョウ （遊戲），山口立花子（電視動畫））
頭上有著藍色的印記。代代守護玉依姬的妖怪，只有俱備靈力的對象，才能看見祂的存在。
外型似狐狸，有著藍色雙眼，體態嬌小，尾巴分岔。毛色為白色，在尾巴尾端跟四肢的地方毛色為淡藍色。性情溫馴，叫聲輕柔，但若是幫祂洗澡的對象動作較為笨拙，就會咬住對方的手。初期沒有自己的名字，後被珠紀命名為「お-ちゃん」（拓磨、真弘、祐一欲將其命名為「尾崎斬九郎」、「水晶小子」、「小御先狐」，但被珠紀直接駁回）。每逢珠紀遇到危險的時候，就會自動現身保護前者，亦非常親近擁有妖狐血統的祐一。
對玉依姬忠心，後來透過祐一的幫助下習得變化術。人型姿態是白髮藍眼，保留原型姿態的狐耳和雙尾，穿著白色神道服上衣和藍色短袴褲，腳穿長襪和屐鞋的男孩。
在遊戲番外篇「あの空の下で」的情人節特別章節裡，還曾經偷吃珠紀準備的義理巧克力，並且被珠紀委託將放在家裡的本命巧克力帶來學校。
在《蒼黑之楔》的劇情中，運用自身的力量，令珠紀的能力完全覺醒。
珠紀的父母（春日健司和春日美玲）
未在劇中登場，於故事開端因為工作需求遠赴非洲，將珠紀託付至季封村的外祖母家。遊戲番外篇「あの空の下で」祐一故事線，則提及珠紀的母親係因不願繼承「玉依姬」的巫女職位，才會離開村莊至外地生活。在動畫版第1集則由宇賀谷靜紀提其兩人的名字，並追加珠紀搬至季封村後，透過電話向珠紀提及工作環境和年少時期待在季封村裡的往事。後於動畫版第二季尾聲特地從國外歸來，將珠紀接回原本居住的城市。
遊戲版《蒼黑之楔》的劇情開端，則交待珠紀於鬼斬丸被封印後，特地和夫妻倆商談繼續留在季封村的事宜，夫妻倆亦尊重珠紀的決定，讓她繼續待在季封村和守護者們生活。
狐邑祐一的友人
僅於遊戲本傳祐一故事線裡短暫提及，為祐一童年時期的人類朋友。於多年前的某日和年紀尚小的祐一出遊時，遭逢交通事故，以致於祐一為了保護他而被疾駛的車輛撞成重傷。後來該名友人雖然毫髮無傷，卻因為見到原本身受重傷的祐一，受到強大再生能力的影響令傷勢迅速復原的畫面，反被祐一嚇至落荒而逃，進而疏遠對方，令祐一從此害怕和人類展開接觸，亦在心裡留下難以抹滅的陰霾。
大蛇卓之母
僅於遊戲本傳、番外篇《あの空の下》和《蒼黒之楔》卓故事線的對話裡提及，在卓年紀還小的時候便忽然下落不明，後來卓翻閱記載玉依姬歷史的古籍，從而推斷出母親係因成為加強封印的生贅而犧牲的真相。遊戲番外篇卓故事線，透過清乃取回的日誌，得知卓的母親對於自己成為生贅一事並不後悔，僅是擔心卓早晚會發現事實的真相。
狗谷遼之父
僅於遊戲番外篇《あの空の下》和《蒼黒之楔》遼故事線的對話裡提及，在遼童年時代的印象中，是名靈感強烈且愛笑的慈父，習慣帶著備受自身靈力困擾的遼至某處隱密的竹林裡開導對方，也喜歡待在夜晚的竹林裡賞月，後於神隱事件被做為生贄而犧牲，連帶讓遼對於玉依姬和守護者的繼承體系產生恨意。

### 典藥寮
過去直轄神靈相關管理的機關，暗中調查珠紀等人的事以及「邏格斯」的事情。紅陵學院的前身就是典藥寮機關所使用，明治時期創立，之後才改以學校的名義存在著。負責國家及鬼斬丸之間的問題調和，以村子的神明開始作亂為名義，製造出可以將季封村與外界隔離的結界。除了紅陵學院以外，典藥寮尚控制著其他的學校，祐一、拓磨、真弘、遼、珠紀、慎司、凱特爾於遊戲本傳、和畢業後錄取的同所大學，亦為典藥寮負責管轄的校園。
蘆屋 正隆（聲：永野善一）
典藥寮官員，表面被稱作多家良清乃的舅舅，其實是後者的上司。年齡28歲→29歲（《蒼黑之楔》）。生日7月30日，血型A型，身高181公分。
留著短髮，配戴眼鏡，下顎蓄著鬍渣的褐色短髮男子。學生時期則是外貌斯文的模樣。嗜吃仙貝，會使用陰陽術，但由於不擅理財，所以需要仰賴清乃維持生計。實際上有著冷酷無情，為達目的不擇手段的一面。對清乃抱持著超越主從關係的情感，但怯於向對方坦承自己的心意，亦不願對其正面做出回應。遊戲本傳的劇情裡，為卓和遼主要的敵人。亦為知曉當年典藥寮暗地協助犬戎家瞞過宇賀谷靜紀，將遼送至狗谷家的關鍵人物。
在動畫版第二季趁著珠紀和守護者們迎戰艾恩、茲拜、多萊爾的期間，試圖偷襲力量覺醒後的珠紀但未能得逞，反被前來護衛珠紀的遼擋下攻擊，轉而向遼和珠紀說明自己亟欲藉著建立絕對的秩序，構成理想中的和平世界，所以才會決定將鬼斬丸的問題交由守護者解決，然後再藉由掌控玉依姬達成自己的目的，此事激怒了遼，連帶讓遼體內潛藏的力量覺醒，最終被覺醒後的遼利用指甲抓成重傷，被送至醫院接受治療。
遊戲版於《蒼黑之楔》和清乃介入調查陰陽雙鏡引發的異象。而在《蒼黑之楔》小說版劇情中，為了不讓千年前的鏡之契約者再度覺醒，選擇自行成為鏡之契約者，讓珠紀等人擊敗他，並且向清乃傾訴自己的想法
多家良 清乃（聲：出野明日香/古俣麻弥（PS2/移植版）、三森鈴子（動畫））
珠紀的同班同學。身高159公分。實際年齡22歲（動畫版）→23歲（《蒼黑之楔》）。
留著綁成兩束短辮的深綠色中短髮，青色雙眼，配戴紅色半框眼鏡的少女。看來是一個很熱心開朗的人，跟珠紀同樣都是轉學生，其真實身分是典藥寮派去珠姬身邊的臥底，會使用陰陽術。與蘆屋是同居的上司與部屬關係。
住在蘆屋家，因蘆屋不擅長理財，而靠賣稻草人生活。其實打從心裡愛慕且尊敬著蘆屋，即便知道對方利用了她，仍甘之如飴地為其付出。雖然在前期和遼處於暫時合作的關係，卻對於遼相當地畏懼，為此不希望珠紀持續和遼展開接觸。
在動畫第二季中向珠紀坦承真實身分，並且在鬼斬丸消逝後，探望被遼毆成重傷的蘆屋。動畫OVA版裡，曾藉著調查守護者的名義，利用V8拍攝守護者們的日常生活。
遊戲本傳劇情落幕後，於《蒼黑之楔》和蘆屋介入調查陰陽雙鏡所引發的神隱事件。在《蒼黑之楔》小說版劇情中，決定代替珠紀等人終結成為鏡之契約者的蘆屋的性命，並含淚向後者道出最終的告白。
五瀨新（聲優：西田雅一）
僅於《蒼黑之楔》登場的典藥寮官員，外貌斯文的短髮男子。實際上卻是為達目的不擇手段的男人。原本是季封村裡負責守護陰之鏡的家族成員，但由於雙親反對村裡舉行生贅儀式，提議尋求其他方式解決村裡的異變，最終導致雙親在宇賀谷静紀的提名下成為犧牲品，連自己的兄姐也命喪於狂暴的神明的手下。五瀨自此視留駐於世間的「神明」為惡，矢志賭上自己全部的人生為家族復仇，為了消滅世間所有的「神明」，不惜率領藥師眾追擊珠紀和守護者們。

### 邏格斯
邏格斯（ロゴス）為本作中主角們主要對抗的組織，所在據點為季封村裡的某棟洋館（組織本營則位於德國），其組織目的為破壞季封村中鬼斬丸的封印，並奪取鬼斬丸、古代寶具。原組織核心人物為艾利亞·羅森伯格，後由於邏格斯的魔法研究權威於《蒼黑之楔》主導人造神的實驗計劃，卻未能控制被創造出來的人造神凱特爾，導致凱特爾殺害邏格斯的賢者們並竄位成為新任領導者。
艾利亞·羅森伯格（聲：磯村知美）
有著一頭金捲髮跟藍色的瞳孔，身材嬌小的少女，其神秘氣質與年齡不符。年齡10歲→11歲（《蒼黑之楔》）。
艾利亞是邏格斯的聖女，亦被稱作「莫娜多」，由於擁有「生命之樹」的力量，通曉一切有關於魔法的知識，能夠抵禦任何形式的魔法攻擊。她在年幼的時候父母雙亡，為了實現與死去的母親見一面而答應「邏格斯」前往日本季封村解開封印，奪取古代寶具和鬼斬丸。
遊戲本傳劇情落幕後，於遊戲番外篇《あの空の下》和珠紀及守護者們成為朋友（動畫版第二季結局則是偕同菲亞脫離組織，離開季封村的洋館，下落不明）。在遊戲本傳祐一故事線尾聲，還會帶著珠紀、祐一、菲亞至故鄉弔謁雙親，並將祐一和珠紀視為自己的兄姐。對於喜歡的人士會表現出強烈的佔有慾，也會出言挖苦真弘。
於《蒼黑之楔》的劇情初期被交由典藥寮看管並實行保護措施，後成為珠紀等人的夥伴。在《蒼黑之楔 迎向明天》凱特爾故事線尾聲，和菲亞致力復興邏格斯，協助凱特爾辦理典藥寮旗下大學的入學手續。
艾恩 / 雷夫·海魯蘭德（聲：綱川博之（遊戲）、安元洋貴（電視動畫））
邏格斯成員，有著黑色的頭髮跟灰色的瞳孔的大叔。身高195公分。生日3月1日。血型O型。年齡36歲。
過去因為無法保護重要之人導致其身亡而深感自責，經過長年的修行得到了非人的力量，對拓磨擁有的鬼之力感興趣。對聖女忠誠。真名「雷夫·海魯蘭德（Leif Helluland）」。在遊戲本傳拓磨故事線和拓磨展開激烈對決，最終被覺醒後的拓磨殺死。動畫版第二季則在幾度和拓磨交手後，為搶奪鬼斬丸殺害前任玉依姬宇賀谷靜紀，後和力量覺醒後的拓磨展開對決，為了保護聖女而被多萊爾的力量擊中身軀，臨終前向聖女道出自己的真名，便因為傷勢過重而氣絕身亡。
名字在德語中有「一」的涵意。
兹拜 / 雨果·史汀葛雷爾（聲：金山雅弘（遊戲）、川原慶久（電視動畫））
邏格斯成員，有著一頭白色短髮跟緋紅色的瞳孔的青年。年齡23歲。生日1月25日。血型AB型。身高179公分。
戴著眼罩，身著深黑色的大衣。武器為一把形狀怪異的鐮刀。對真弘的靈魂感興趣。體內寄宿著噬魂者（死神），可讀取指定對象靈魂裡的記憶。真名為「雨果·史汀葛雷爾（Hugo Stingrail）」。在遊戲本傳真弘故事線和動畫版第二季和真弘展開激烈對決，最終被覺醒後的真弘殺死。
名字在德語中有「二」的涵意。
多萊爾 /  馬古斯·梅爾齊澤德克（聲：相馬康一（遊戲）、上田燿司（電視動畫））
邏格斯最高層幹部四賢人之一。留著深綠色長髮，配戴黑色圓框眼鏡，手邊常駐著深色手杖的男性，實際年齡超過400歲。年輕時期相貌英俊，擁有強大魔力的鍊金術師（魔術師）。真名為「馬古斯·梅爾齊澤德克（Magus Melchizedek）」。遊戲本傳的劇情裡，為祐一和慎司主要的敵人。在動畫版第二季聯同艾恩及茲拜對抗珠紀和守護者們，後逕自奪取鬼斬丸並試圖殺害聖女，殺死前來護衛聖女的艾恩，向眾人坦承自己正是當年殺害聖女的母親的凶手後，藉著鬼斬丸的力量變化成怪物的形態，但由於力量完全覺醒的珠紀運用自己的靈力，加持守護者們的力量，最終被完全覺醒後的守護者們聯手擊潰並消失殆盡。
遊戲版《蒼黑之楔》的劇情裡，則藉著蘆屋的口述，透露多萊爾在取得鬼斬丸的時候試圖逃離，從而被定罪處決。
名字在德語中有「三」的涵意。
菲亞 / 蓓露希艾爾·凱勒希恩緹（高橋あみか（遊戲）、大原沙耶香（電視動畫））
有著一頭海綠色長髮跟粉紫色瞳孔，深褐色肌膚的巨乳美女。偽裝成人類時則是金髮藍眼，肌膚白皙的模樣。年齡23歲→24歲（《蒼黑之楔》）。生日8月3日。血型O型。身高170分。
人造人，擁有自我意識和靈魂，真名為「蓓露希艾爾·凱勒希恩緹（ベルシエル・クレッシェンティ）」。逃出人造人的實驗室之後被聖女所救，因此成為了聖女的隨從，對她忠誠。其擁有類似言靈的能力，可透過語言迷惑人心，控制指定對象的精神，亦能做為攻擊的手段。
潛入紅陵學院擔任英文教師，偽名為菲歐娜（フイオナ）。被卓認為和已故的母親頗為相似（動畫版設定創作菲亞的原型為卓的已故的母親）。遊戲本傳劇情落幕後，於遊戲番外篇成為聖女的監護人（動畫版第二季尾聲則偕同聖女離開季封村的洋館，下落不明）。在遊戲本傳祐一故事線尾聲則會跟著珠紀、祐一、艾利亞弔謁聖女的雙親。
於遊戲版《蒼黑之楔》和聖女再度重逢，成為珠紀等人的夥伴。在《蒼黑之楔 迎向明天》凱特爾故事線尾聲，協助聖女執行復興邏格斯的工作。
名字在德語中有「四」的涵意。
四賢人
僅於遊戲劇情裡提及，為邏格斯的四名高層幹部，多萊爾也是其中的一員。在《蒼黑之楔》則藉著蘆屋的口述，透露除了多萊爾以外的四賢人皆被凱特爾所弒。
費恩夫
邏格斯派往珠紀和守護者們身旁的間諜，真實身分為守護者犬戎慎司，後脫離組織。
凱特爾
《蒼黑之楔》登場的邏格斯新任領導者。
馬爾凱托
《蒼黑之楔》登場的邏格斯魔法研究權威。

### 《翡翠之雫》登場人物
高千穗珠洲（聲：羽吹梨里（廣播CD版））
《翡翠之雫》的女主角，水杜珠洲學院高中2年级學生，生日10月7日，身高157公分，血型A型，17歲。錦律見村歷代負責守護海神神社的最高位海神巫女「玉依姬」的繼承者。有著深紅色的中長髮和緋紅色雙瞳。個性勇敢，容易將喜怒哀樂顯露在臉上，但做事的結果時常事與願違。亦因其作為玉依姬繼承者的身份，在校園裡受到週遭人士的疏遠。祖先是玉依姬，家人有已故的父親、擔任前任玉依姬的母親高千穗彩子、實為異父姊的義姊八坂真緒和無血緣的義弟高千穗陸。與重森晶是青梅竹馬關係。
劇情初始時，由於村裡供奉的龍神忽然狂暴地襲擊錦律見村，導致母親為了阻止狂暴化的龍神而不幸喪生，遂藉著弟弟高千穗陸的協助，成為繼任的海神神社最高位巫女「玉依姬」。發現從龍神引發的海嘯裡僥倖存活的義姐八坂真緒性情驟變的異相，遭真緒要求繳出代表海神神社最高位巫女證明「玉依姬的勾玉」後，為了查明真相而踏上冒險旅途。
重森晶（聲：野島健兒）
水杜珠洲學院高中2年级學生，生日4月18日，身高175公分，血型B型，17歲。有著深藍色的側分短髮和赤色瞳孔的少年。歷代負責守護錦律見村玉依姬的重森家現任宗主，珠洲的同班同學兼青梅竹馬，亦是序章裡首位登場的守護者。所使用的寶具是「二刀小太刀」。平常在班級裡表現出冷淡的態度，然而在面對朋友的時候，態度就會變得熱絡直爽。守護意識非常強烈，被珠洲認為是值得信賴的對象，卻不希望珠洲成為繼任的玉依姬，而是將後者視為異性看待，但珠洲對於晶抱持的真實想法則是絲毫不知情。
在晶的故事線裡，擔任支援者的《緋色的碎片》角色為珠紀和拓磨。
壬生克彦（聲：石田彰）
水杜珠洲學院高中3年级學生，生日6月8日，身高178公分，血型B型，18歲。壬生一族的遺裔。有著銀色的過頸短髮和藍色瞳孔，相貌俊美，膚色淨白，唇邊有顆痣的少年。家人有已故的父親壬生兼定、姓名不詳的母親、弟弟壬生小太郎，同時是八坂真緒的異母弟。體內蘊藏著相當強大的能力。經常對週遭人士表現出輕視的態度，談話語氣亦相當尖銳毒舌，卻意外地愛鬧彆扭。擅長烹飪，有赤裸上半身睡覺的習慣，喜歡蛋包飯但討厭炎熱的天氣。為了追逐父親的仇人天蛊和尋找傳聞中的異母妹，帶著小太郎來到錦律見村。後來被寶具遴選，成為使用寶具「弓」的守護者。
在克彥的故事線裡，擔任支援者的《緋色的碎片》角色為珠紀和祐一。
壬生小太郎（聲：成瀨誠）
水杜珠洲學院高中1年级學生，生日12月22日，身高154公分，血型B型，15歲。壬生一族的遺裔。習慣將銀色的短髮綁成短辮，藍色瞳孔，肌膚黝黑，身材矮小的少年。壬生克彦之弟。個性熱情率真，活潑單純，很忌諱別人取笑他的身材，喜歡漢堡和碳酸飲料。雖然嘴巴很壞，但其實相當關心他人，非常尊敬自己的兄長，對珠洲抱持著好感。為了追逐父親的仇人天蛊，隨同克彥來到錦律見村。後來被寶具遴選，成為使用寶具「投げ羽」的守護者，為該作年齡最小的守護者。
在小太郎的故事線裡，擔任支援者的《緋色的碎片》角色為珠紀和真弘。
天野亮司（聲：濱田賢二）
水杜珠洲學院的司書。生日9月23日，身高180公分，血型A型，24歲。有著淺紫色的過頸中長髮和青藍色瞳孔，相貌斯文的青年。出身書香世家，家人有擔任錦律見村村長的祖父天野清十郎和姓名不詳的雙親，曾任珠洲的母親彩子的守護者所使用的寶具為「槍」。待人溫和有禮，性情恬靜淡然，對珠洲而言是猶如兄長般的存在。雖然因父母之命，和八坂真緒締結婚約，卻認為自己從未愛過真緒，而是對珠洲有好感。在龍神重創錦律見村後，為擔起重建家鄉責任的珠洲和陸提供不少幫助。
在亮司的故事線裡，擔任支援者的《緋色的碎片》角色為珠紀和卓。
高千穗陸（聲：伊藤健太郎）
水杜珠洲學院高中1年级學生，生日5月3日，身高183公分，血型A型，16歲。有著深紅色的短髮和緋紅色雙瞳，身型高大的少年。珠洲之弟。性情溫和，沉默寡言，自幼時便相當依戀珠洲。喜歡肉類。彩子逝世後，開始意識到守護珠洲是自己的責任，並且在珠洲尚處於靈力未成熟的階段時，全力地輔佐對方。雖然將珠洲視為親姐，但其實和後者並無血緣關係，而是壬生兼定（壬生克彥和壬生小太郎之父）當年從天蠱手裡搶救下的對象。多年前，天蠱為了執行轉生儀式，將當時尚在襁褓中的陸做為引導神之血的媒介，雖然天蠱的轉生儀式因為兼定的阻撓以失敗告終，卻導致兼定為了拯救陸而命喪於天蠱的手下，被兼定救下的陸則被高千穗家收養，成為珠洲的義弟。後來被寶具遴選，成為使用寶具「六角棍」的守護者。
在陸的故事線裡，擔任支援者的《緋色的碎片》角色為珠紀和慎司。
賀茂保典（聲：千葉優輝）
水杜珠洲學院高中2年级學生兼典藥寮的使者，生日8月28日，身高169公分，血型A型，16歲。珠洲的同班同學兼高原繪里香的上司。擁有深青色短髮和褐色瞳孔，配戴眼鏡的少年。性格認真且嚴以律己，具備潔癖傾向，喜歡收集茶葉和喝茶，在班級裡是名列前茅的優等生，卻時常淪為繪里香作弄的對象。為了執行監視玉依姬的任務，被典藥寮派至錦律見村，但仍向珠洲表明若自己除去監視者的身份，還是希望和珠洲保持友好的關係。後來成為使用寶具「獨钴杵」的守護者。
在保典的故事線裡，擔任支援者的《緋色的碎片》角色為珠紀和遼。
御子柴圭（聲：近藤隆）
本作隱藏攻略角色，豐玉姬手下的四天王之一的成員。千年前被封印時20歲，生日2月20日，身高180公分，血型B型。
有著黑色長髮和藍色雙眼，相貌英俊的武士。言談舉止都十分客氣有禮，亦受到另外三名成員的尊敬。實為使用寶具「長刀」的初代玉依姬守護者。千年前，圭因為不希望見到豐玉姬和玉依姬姊妹相殘的局面，試圖勸說豐玉姬未果，反遭後者欺騙俘虜，結果導致玉依姬和其餘守護者在缺少圭的協助的情況下，扺能藉著犧牲自己的性命，封印豐玉姬的怨念。唯一倖存的圭亦遭受豐玉姬的詛咒，註定在其覺醒的時候成為豐玉姬的守護者。在圭的故事線因為珠洲等人的影響，喚醒千年前遭豐玉姬詛咒前的記憶，轉而協助珠洲和守護者對抗被豐玉姬憑依的真緒。
《真·翡翠之雫》的劇情版本，圭是千年前和玉依姬相戀的守護者。在圭的故事線裡，擔任支援者的《緋色的碎片》角色為珠紀和遼。
八坂真緒（聲：櫻井浩美）
高千穗家的分家成員，生日11月9日，身高167公分，血型AB型，19歲。她在名義上是珠洲和陸的義姊，但其實是壬生克彥與壬生小太郎的父親壬生兼定和珠州的母親所生的女兒，珠洲的同母異父之姐。曾經是高千穗家式神加奈和沙耶的主人，與天野亮司訂有婚約。
有著紫紅色的過腰長髮和雙瞳（被豐玉姬憑依時為藍黃雙色的瞳孔），個性溫柔的女子。由於天生具備著強盛的靈力，被高千穗家收養作為繼承「玉依姬」身份的候選者，然而高千穗家的成員並未如對待家人般善待她，反而對其表現出疏遠的態度，加上身為未婚夫的亮司並非心繫於她，以及未能如願繼承「玉依姬」身份的打擊，導致真緒逐漸地在心裡累積負面的情緒。在龍神發狂襲擊錦律見村的時候，為了保護珠洲遭海嘯捲走，內在的負面情緒和被封印的豐玉姬的怨念產生共鳴，成為豐玉姬怨念的憑依對象，性格亦因此驟變得冷酷無情。最終由於珠洲和守護者們團結合作，成功地將豐玉姬的怨念驅逐出其體外，在事件落幕後恢復善良的本性，但亦喪失被豐玉姬怨念憑依期間的記憶。
加奈和沙耶（声：祭田繪理&一色まゆ）
年齡200歲以上，生日12月4日。珠洲持有的式神，為裂尾的孿生姐妹貓妖。加奈是有著黑色短髮和紫色雙瞳，身著黑底白紋的和服，繫著深紅色腰帶和紫色束繩，個性高傲的女孩；沙耶則是有著白色短髮和碧色雙瞳，身著白底黑紋的和服與藍底白邊的褲子，繫著深藍色腰帶和黃色束繩，個性膽小的女孩。
高原繪里香（聲：ふじたれいこ）
水杜珠洲學院高中2年级學生，生日7月9日，身高162公分，血型B型，17歲。留著綁成馬尾的金色長髮，藍色雙眼，肌膚白皙，性情高傲的英日混血少女。父親是日本人，母親是英國人。表身分是珠洲的同班同學兼賀茂保典的下屬，真實身分是在典藥寮臥底的邏格斯間諜。為了監視玉依姬，和保典被派往水杜珠洲學院高中進行調查工作，卻時常藉故戲弄作為其上司的保典，私底下仍向珠洲表態自己若除去監視者的立場，還是希望與之保持友好關係。
在《翡翠之雫》的保典故事線，揭示其真實身分是邏格斯派往典藥寮，同時監視玉依姬和典藥寮的間諜。
羅門（声 ：杉崎亮）
生日7月26日。豐玉姬手下的四天王之一的成員。留著髮尾末梢呈現橘色的紅頭髮，灰色肌膚，體格健壯，性情好戰的男子。
天蠱（声：なめきひとみ）
生日1月23日。豐玉姬手下的四天王之一的成員。外貌看似10幾歲的淺紫色短髮少年，博學多聞但性情殘忍，原本於多年前欲藉著轉生儀式，延續自己的性命，但由於壬生兼定犧牲自己的生命救回當時險些遭其做為儀式媒介的陸，致使轉生儀式徹底失敗，連自己的外表亦變成孩童般的模樣。被壬生克彥和壬生小太郎視為弒父仇人。
彌勒（声 ：陽季想）
生日3月13日。豐玉姬手下的四天王之一的成員。淺藍色肌膚，體態消瘦的男子，服侍豐玉姬之前為一名僧侶，性情奸詐狡猾。
高千穂 彩子
高千穗珠洲和八坂真緒的母親，高千穗陸的義母，錦律見村的先代玉依姬。在亮司故事線裡透露其尚未邂逅珠洲的父親前，曾和壬生克彥和壬生小太郎的父親壬生兼定相戀並誕下真緒，直至和兼定分開後，才認識珠洲的父親並與之結為夫妻。後來在龍神發狂襲擊錦律見村的時候，為了平息龍神的憤怒而遇難。
壬生 兼定
壬生克彥、壬生小太郎、八坂真緒的父親。生前曾和彩子有過段戀情。多年前為了搶救被天蠱做為轉生儀式媒介的陸，挺身和天蠱交戰，最終雖然救回了陸，卻命喪於天蠱的手下。
珠洲的父親
僅於晶的故事線裡和亮司的對白提及，在童年時期的晶守護者能力剛覺醒的時候，為了拯救因保護珠洲而重傷瀕死的晶，將晶的傷勢全數轉移至自己的身上，雖然晶因為珠洲父親出手相救而順利存活，卻導致珠洲的父親犧牲了自己的生命。
天野 清十郎
綿律見村的其中一名長老，天野亮司的祖父。

### 《蒼黑之楔》登場人物
凱特爾（聲：羽多野涉）
《蒼黑之楔》增加的可攻略角色，珠紀等人於樹林間偶遇的神祕青年。身高180公分。留著覆蓋右眼的淡灰褐色中長髮，異色雙瞳（灰黑色左眼，金色右眼），嘴唇右下方有顆痣。性格沉默寡言，鮮有表情變化，缺乏基本常識，被真弘認為和祐一有著極高的重疊度，但在邂逅珠紀和守護者們後，逐漸地產生並理解情感的概念。
其實是邏格斯使用許多聖人的精神與肉體的碎片，特別創造的人造生命體－尼爾（ニール，意即虛無）。雖然具備著強大的能力，但由於在創造過程中造成無數失敗品的死亡，以致於被創造完成的瞬間，便承續百次死亡和千次遭黑焰灼燒身體的痛苦記憶，之後更從對人類的怨恨組成自身的靈魂，殺害邏格斯的四名賢者成為新任首領，企圖藉著消滅全世界的所有人類，讓自己的靈魂獲得安寧。在《蒼黑之楔》的凱特爾故事線，為了從典藥寮和守護者們的手裡取齊陰陽雙鏡，故藉著和珠紀及守護者們短暫行動，取得後者的信任，並且在達成目的後，兩度試圖對珠紀痛下殺手，但因為自己不忍殺害珠紀，加上馬爾凱托拒絕動手殺害對方而作罷。後由於受到馬爾凱托為抵抗五瀨而犧牲的衝擊影響，感受到前所未有的強烈情緒，經由珠紀的柔性引導，成功克服刻印在靈魂深處的原罪，轉而運用自己的力量，協助珠紀和守護者擊敗化身為鏡之契約者的五瀨。事後凱特爾為了彌補先前犯下的過錯，跟隨艾利亞和菲亞返回德國，並於臨行前和珠紀約定將來會回到季封村與其會面。
《蒼黑之楔》的劇情落幕後，凱特爾和守護者們化敵為友，為了復興邏格斯，開始往返德國和季封村之間學習各種知識。於《蒼黑之楔 迎向明天》跟著珠紀及守護者們學習人類社會的常識，陪同守護者們度過紅陵學院畢業典禮前的日子。在凱特爾的個人故事線則藉著艾利亞和菲亞的資助，進入典藥寮控制的大學讀書，陪伴珠紀展開新生活。
尼爾/馬爾凱托（声：白熊寬嗣）
留著光頭，臉部左側刺有黑色紋身，金色瞳孔，肌膚黝黑的男子。表面上是隨侍於凱特爾身邊的僕從，其實是邏格斯魔法研究所的權威人士。過去因為埋首研究知識，從不理解人類之間的情誼羈絆，更親自主導製作「人造神」的實驗計畫，創造出了凱特爾，甚至於創造人造神的實驗過程中，將自己的身體作為實驗品。但在見到凱特爾承受來自於實驗過程的痛苦後，馬爾凱托才感受到凱特爾的憤恨，在無力消除後者的怨恨及無法對其痛下殺手的情況下，遂對凱特爾產生父子般相互憐惜的情感。最終在凱特爾故事線為了保護凱特爾，挺身抵抗五瀨而力竭身亡。
凛（代永翼）/ 鏡之契約者
《蒼黑之楔》增加的可攻略角色，被珠紀等人從虛影手裡救下的失憶少年。身高156公分。留著黑色中長髮，藍色雙眼（力量逐步產生異變時為紅色），心地溫和善良，俱備著天然呆的性格。和性情較為相近的慎司相當投緣。其實係千年前的玉依姬用鬼斬丸封印的鏡之契約者。千年前，本為無名神靈的凜，為求生存而使用鏡子的力量，成為鏡之契約者，但由於鏡子的力量難以控制，只能不斷地造成破壞，最終將毀滅世界，遂懇求當時的玉依姬殺死自己以求解脫，然而千年前的玉依姬非但未對其下手，反而選擇將其封印以保住他的生命。後因為封印被破壞而被釋放出來，被珠紀等人所救並命名為「凜」，遂跟著珠紀和守護者們一齊行動。覺醒後外型和性情變得判若兩人，遊戲版《蒼黑之楔》為拓磨、真弘、遼故事線裡的後期敵人。
在《蒼黑之楔》的凜故事線，被喚起自己是鏡之契約者的記憶後，因為擔心鏡子的力量會失去控制，希望藉著犧牲自己以拯救世界免於遭受毀滅的危機，但珠紀仍堅持尋求能夠同時保住凜的性命和拯救世界的方式，藉此勉勵凜不可輕易地放棄希望，最終在現出鏡之契約者的真身後，被力量完全覺醒的珠紀施以封印儀式，成功地封印鏡之契約者的力量，事後恢復成人型的樣貌，被收留在宇賀谷家跟著珠紀和守護者們共同生活。
初登場時穿著傳統和式衣褲，被珠紀和守護者們收留在宇賀谷家後，遂將頭髮修剪至及頸長度，改穿現世服裝。而在特典廣播CD和遊戲番外篇的劇情裡，則經常和凱特爾被守護者們教授錯誤的文化知識。
《蒼黑之楔》的劇情落幕後，凜在《蒼黑之楔 迎向明天》繼續留在宇賀谷家，陪同主人公及守護者們度過紅陵學院畢業典禮前的日子，目送從學校畢業的珠紀等人離開村子至外地求學。在凜的故事線則會為了和珠紀擁有相同的時間，選擇捨棄自己做為神靈的力量，成為凡人之身，決定珍惜自己有限的生命，度過有意義的人生。

### 《白華之籠》登場人物
詞紀（声：無）
的女主角，千年前平安時代的玉依姬，春日珠紀的祖先。有著黑色長髮和紫水晶般的雙瞳，性情溫和謹慎。七歲那年，身為前任玉依姬的母親卯紀為了不讓詞紀繼續被歷代玉依姬重蹈女弒母的宿命所束縛，選擇在玉依姬繼承儀式開始前結束自己的性命。當時不知情的詞紀認為是自己導致母親的死亡，從而感到自責，但仍選擇繼承玉依姬的職位，肩負起封印鬼斬丸的使命。夢想能在將來建立人與神和平共處的世界。與空疏尊訂有婚約。
《蒼黑之楔》的劇情裡，透露詞紀曾率領守護者們迎戰當時的鏡之契約者（即為《蒼黑之楔》登場的凜），卻導致多數的守護者們在對抗鏡之契約者的戰役裡犧牲性命，詞紀雖對於守護者們的犧牲感到悲傷，但仍選擇使用鬼斬丸封印鏡之契約者以保住後者的性命，甚至還對祂留下「若是封印解除，還能做為夥伴再度相見」的預言。鏡之契約者被封印的千年後，由於陰之鏡和陽之鏡的力量的影響，導致鏡之契約者的封印再度被解開，進而成為珠紀和守護者們邂逅凜的契機。
幻燈火
千年前的白狐後裔，狐邑祐一的祖先（前世）。人形姿態是留著銀色中長髮，琥珀色瞳孔（處於化身狀態時，髮色變白，身體出現狐耳和分岔的尾巴，臉部和頸部浮現青藍色紋身）的青年，原形是額頭有著藍色印記的九尾白狐。擁有操縱幻術和火的力量。個性溫柔，無論在任何場合都能瞬間睡著（祐一容易睡著的特性即是源自於他），對於人類的事物有著強烈的好奇心，但由於不諳人類社會習慣以貨幣交換物資的規範，以至於詞紀陪伴他光顧人類的店家時，都得隨時注意他的行蹤並為其善後。因為白狐一族擁有能讓人不老不死的力量，導致白狐一族慘遭當權者追殺滅族，僥倖存活的幻燈火亦為了拯救友人的性命，奉獻出自己的右眼。但由於長期遭受人類的追殺，使得幻燈火逐漸地對人類產生不信任的態度。後來在某日逃離人類追殺的時候，碰巧經過森林的詞紀發現身受重傷的幻燈火，運用幻術藏匿祂的蹤跡，使其順利地逃過一劫，遂正式追隨詞紀成為她的守護者。
在1代遊戲本傳的史料典籍記載中，幻燈火最終在協助玉依姬對抗常世神（《蒼黑之楔》祐一和凜的故事線，則變更為對抗千年前的鏡之契約者）的過程中壯烈犧牲，後來由幻燈火轉世的神明所衍生的後裔，即是後來的狐邑一家。
《蒼黑之楔》的祐一故事線裡，當祐一處於極度危急的狀態，或是為了保護珠紀而使用體內潛藏的力量的時候，幻燈火的意識就會短暫地控制祐一的軀體和意識，直至祐一恢復理智為止。但隨著使用力量的次數增加，祐一將會愈難控制自己的力量。第一次是祐一於逃避藥師眾追捕的期間，目擊珠紀遭藥師眾成員襲擊受傷的時候，原本沉睡於祐一體內的幻燈火的意識，因為受到玉依姬被人類傷害的刺激而頓時甦醒，轉而控制著祐一的軀體和意識，運用自身的力量保護當時的珠紀。第二次則是祐一不敵凱特爾的攻勢而身受重傷的時候，執意使用體內的力量協助珠紀對抗凱特爾，導致自己的意識逐漸遭受幻燈火的意識和力量的侵蝕。然而當祐一見到村民試圖傷害珠紀的情景時，幻燈火的意識亦再度控制祐一，使其陷入狂暴狀態而誤傷珠紀，連帶讓祐一獸化成妖狐的型態。事後幻燈火的意識雖然再度回歸沉睡狀態，祐一仍因為幻燈火的意識影響，夢見幻燈火和詞紀於千年前相遇的情景，才瞭解當年的幻燈火與他都係受玉依姬所救，進而解開自己的心結。
惡路王（声：細谷佳正）
千年前的白狐後裔，幻燈火的舊時戰友，擁有鐵灰色的長髮，臉部留有傷疤的青年。兩百年前，惡路王和幻燈火結為朋友，聯手協助蝦夷族抵抗朝廷的攻勢，然而蝦夷族因為無法承受長年征戰的痛苦，轉而向朝廷投降，唯一堅持奮戰至最後的惡路王亦被朝廷所俘虜，重傷瀕死之際，幻燈火將自己的右眼奉獻給惡路王，使其獲得不老不死的力量而順利存活。為了尋找幻燈火的下落，惡路王選擇潛入宮廷，藉著殺害宮廷裡的貴族以報復當年遭受迫害的仇恨，並且在和幻燈火重逢時邀請後者再度加入他的陣營，但由於幻燈火不願與其為伍，導致雙方為此反目成仇，最終在幻燈火故事線被覺醒後的幻燈火殺死。但在承接《緋色的碎片》和《蒼黑之楔》歷史的結局模式裡，則會為了協助詞紀和幻燈火等人抵抗鬼的攻勢而犧牲。
在遊戲番外篇《白華之檻 四季之詩》為可攻略角色。
隱歧秋房（聲：前野智昭）
宇賀谷分家的成員，掌握季封村兵權的武官，詞紀的青梅竹馬，鬼崎拓磨的祖先。留著紫紅色短髮，灰色雙瞳（處於覺醒狀態時，則是蓄著綁成馬尾的長髮，頭部出現紅色成對尖角，身體出現紅色紋身）的少年，使用的武器是把武士刀。由於是常世神的後代，所以具備著過人的耐力和力氣。個性純真忠誠，對詞紀懷抱著友誼和主從以上的情感，願為詞紀赴湯蹈火在所不惜，但行事衝動欠缺考量，也因此遭受蘆屋道滿欺騙，摧毀秋篠父子多年來建立的成果，令國家陷入不安的局勢而被冠以弒君未遂之罪。在幻燈火的故事線裡則會為了保護詞紀，挺身跟古嗣展開對決而同歸於盡。
在《蒼黑之楔》的番外小說裡，秋房因為聽見僧人預言未來將有來自西方的鬼要脅玉依姬的生命，不顧玉依姬的勸阻，堅持為玉依姬解決該項隱憂，但最終仍不敵敵人的攻勢，在返回季封村的路上便因為傷勢過重，死於螢火蟲飛舞的森林裡，直至身故前仍未能向玉依姬表達自己的愛慕之意，連屍首亦未曾被任何人發現並予以安葬。
言藏智則（聲：斎賀みつき）
宇賀谷分家的成員，詞紀和秋房的兒時玩伴，犬戎慎司和言藏美鶴的祖先。留著紅色頭髮的少年。使用武器為一長一短的雙刀，擅長操縱言靈的力量作戰，暗戀著詞紀但怯於表達，僅能以自己的方式默默守護詞紀。在《白華之檻》秋房故事線因為和秋房抱持著不同的理念，轉而和秋房兵戎相向，最終選擇成全秋房和詞紀，命喪於覺醒後的秋房的刀下。而在承接《緋色的碎片》和《蒼黑之楔》歷史的結局模式裡，則交代其於詞紀封印惡鬼後便從此行蹤不明。
在遊戲番外篇《白華之檻 四季之詩》為可攻略角色。
空疏尊（聲： 鈴木千尋）
千年前被鬼滅族的八咫鳥的後裔，詞紀的未婚夫，鴉取真弘的祖先（前世），風波尊的兄長。祖先是高御產巣日神與賀茂建角身命。
留著深藍色長髮，灰藍色雙瞳（處於覺醒狀態時，頭髮變成金色，服裝和羽毛變為白色，臉部和身體出現金色紋身）的青年。擁有操縱風的力量。平常習慣將頭髮挽起用髮飾固定。個性冷靜，容易和其他人打成一片，但說話語氣驕傲毒舌，與秋房關係欠佳，面對詞紀的時候則會顯現其溫柔體貼的一面，不斷地支持和鼓勵詞紀找出自己的方向，亦不時為他人著想，被胡土前認為是個性情不坦率的男人。過去和風波尊競爭族人領袖職位的時候，風波尊刻意禮讓空疎尊，令空疎尊順利地贏得領袖的位階，但在發現風波尊刻意讓他的事實並指謫對方的行為後，兄弟倆自此產生了嫌隙。八咫鳥慘遭滅族後，空疎尊為了替族人復仇，決定藉著親近詞紀取得鬼斬丸，卻也逐漸地對詞紀動了真感情，轉而反思自己最重要的事物。
《緋色的碎片》的史料典籍記載中，空疎尊雖然在協助玉依姬對抗常世神（《蒼黑之楔》的真弘劇情線，則變更為對抗千年前的鏡之契約者）的戰役中僥倖存活，但仍為自己當年苟且偷生的行徑深感懊悔，遂向玉依姬請求分予他部份的封印之力，讓後代子孫能夠培養並增強封印之力，才能在往後繼任的玉依姬沒有足夠能力執行封印儀式的情況發生時，讓空疎尊的後裔可藉著犧牲己身的性命，將其化為封印的部分。但也導致真弘自童年時代便被珠紀的外祖母宇賀谷靜紀預選為加強鬼斬丸封印的獻祭品，亦被灌輸必須為村民犧牲的想法，一度喪失逃離成為生贅祭品的希望。
《緋色的碎片》的真弘故事線裡，當珠紀在外祖母設下的結界裡，發現被法術封住意識的真弘的時候，空疎尊的意識亦於此時憑藉著真弘的軀體，向珠紀道出自己當年未能守護玉依姬和另兩名守護者的悔恨之情，希望以自己的生命贖罪，後來珠紀憑藉著自己和千年前玉依姬的意識，告知空疎尊當年犧牲的夥伴其實是希望他能夠珍惜自己的生命，才令原本懷抱著罪惡感的空疎尊徹底釋懷，再度回歸沉睡狀態。
風波尊（声：辛地真作）
服侍神產巢日神，掌握神殿五百神兵兵權的武官，千年前被鬼滅族的八咫鳥的後裔，空疎尊的弟弟，留著深青色短髮的青年。過去在鬼族進攻八咫鳥群落的時候，族民為了確保空疎尊和風波尊能夠傳承族人長年嘔心瀝血研究的成果，命令兄弟倆逃離族人居住的村莊，當時的空疎尊迫於情況危急，將風波尊擊暈並帶離現場，成功地逃過鬼族的追殺，卻導致風波尊的戀人東風姬在來不及逃離村莊的情況下，遭鬼族殺害。為了替族人復仇，風波尊決意接近神產巢日神，藉著奪取後者的勾玉獲得強大的力量，卻在獲悉空疎尊不再以復仇為首要目標後，轉而和空疎尊反目為仇。在空疎尊故事線被覺醒後的空疎尊親手殺死。
胡土前（聲：黑田崇矢）
千年前被鬼滅族的大蛇後裔，大蛇卓的祖先（前世）。留著淡灰褐色的短髮，淡紫色雙瞳（年輕時期蓄著過腰長髮，處於覺醒狀態時，雙瞳變成金色，左臂覆上藍色的護甲，右側臉部延伸至胸膛出現藍色紋身），右側綁著單束髮辮，耳朵刺有飾環，下顎蓄有些許鬍渣，體態結實的男子。擁有操縱大地和水的力量，使用武器是把泛著淡藍色光芒的巨劍。個性看似粗枝大葉，實則深情溫柔，果斷堅毅且不服輸，只要是自己認定的目標，就會採取行動加以實踐。棋藝欠佳，只要棋局輸了，就會直接用水柱弄翻棋盤以求和局（卓不服輸的個性即是源自於他）。由於雙親皆於戰爭裡喪生的緣故，為了不妨礙自己的戰鬥，養成不和他人深交的習慣。直至某次胡土前解救了險些在戰爭裡喪生的少年，將其命名為「綾讀」並收留對方，兩人共同生活了一段時間。後來綾讀在某次戰鬥身受重傷，於不自覺的情況下呼喚鏡的力量，受到鏡的詛咒變成了惡鬼，但當時的胡土前因為個人價值觀和情感因素而沒有對其痛下殺手，導致化為惡鬼的綾讀展開大屠殺，連帶讓無數的人民死於綾讀的手上。至此立誓要親自解救綾讀，以求彌補自己當年犯下的過錯。
1代遊戲本傳的史料典籍記載中，胡土前最終於千年前對抗常世神（《蒼黑之楔》卓和凜的故事線，則變更為對抗千年前的鏡之契約者）的戰爭裡犧牲，後來由胡土前轉世的神明所衍生的後裔，即是後來的大蛇一家。在《蒼黑之楔》卓的故事線，可窺見大蛇家仍保留著祭奉胡土前的祠堂。
綾讀（声：高梨謙吾）
和胡土前有著短暫因緣的少年，「綾讀」這個名字為胡土前所取，意即「讀取真理之人」。原本於某場戰爭裡遭敵軍重創而身受重傷，瀕死之際被胡土前所救，為了報答前者救命和教授防身技巧的恩情，綾讀決定親自教導胡土前寫字和下棋的技術。但後來綾讀於某次戰鬥過程中再次重傷，無意間呼喚鏡的力量，變成足以滅世的強大惡鬼，奪去世間無數人民的性命，讓當時未能親自了結綾讀的胡土前後悔莫及。在胡土前故事線尾聲被覺醒後的胡土前所弒，臨終前回憶起胡土前向他請教棋藝的往事，便心滿意足地消失殆盡。
秋篠古嗣（聲：內田夕夜）
平安時代的檢非違使，安倍晴明的孫子，安倍吉昌的私生子。留著淺橙色中長髮，橙色雙瞳（處於覺醒狀態時，則蓄著淺褐色中長髮，雙瞳變成青色），嘴唇左下方有顆痣的青年。性情平易近人，很會奉承異性，擅於使用短刀和陰陽術（包含會削減施術者壽命的禁術）。在所有登場角色當中，亦是遊戲表現行為尺度最大的角色（神產巢日神曾戲稱其為「桃色檢非違使」。）由於係父親和外遇對象所生之子，自童年時期便與生母相依為命，但在六歲那年，母親因為家境貧困未能籌出醫藥費，在來不及獲得治療的情況下便因病去世，令古嗣對生父和見死不救的貴族們產生恨意。之後古嗣試圖暗殺平安京城大納言官秋篠吉影未遂，反被吉影收為養子，逐漸地受到養父出資濟貧的行動影響，對其抱持崇敬和敬愛之意。但在察覺養父和惡路王欲聯手暗殺玉依姬的陰謀後，不惜和養父絕裂。在幻燈火的故事線則會和秋房兵戎相向並同歸於盡。
秋篠吉影
千年前平安京城的大納言官，秋篠古嗣的養父，致力於建立理想中的政權局勢。過去曾被古嗣當成暗殺的目標，然而吉影在獲悉古嗣的用意後，不但沒有下令處決對方，反而決定收養古嗣，並對當時的京城做出改革措施。私底下卻和惡路王達成合作協議，準備藉著暗殺玉依姬鞏固自己的勢力。但當時的吉影已經因為身懷絕症的緣故，不久於人世。最終在古嗣故事線和古嗣展開激烈對決，敗於古嗣的手下。
蘆屋道滿（声：楠大典）
平安時代的陰陽師，留著光頭，蓄著鬍鬚，心思慎密的粗曠男子。過去為了證明自己的實力，和安倍晴明展開陰陽術的比試，結果該場競賽以晴明的勝出告終，令蘆屋從此對晴明懷恨在心。現時留在朝廷擔任要職，為當代統治者藤原貞繁的側近。在遊戲番外篇《白華之檻 四季之詩》可窺見其年輕時期的模樣。
神產巢日神（声：田中敦子）
留著淺灰褐色長髮，身著淺朱色衣袍，掌管「生」和「始源」的女神，為創世時期便存在的其中一名別天津神。由於高御產巢日神在創造世界後，便隱藏自己的蹤跡離開世間，神産巣日神因而留在幽世擔任世界的守護神，並期待著和高御產巢日神再度會面的日子。其身上持有的勾玉，猶如她的半身，持有勾玉便能召開第二次天地神議，但扺要勾玉消失，就會讓她的力量減半。在空疏尊故事線則會為了協助詞紀克服鬼的力量，於失去勾玉的狀態幫助詞紀施行同化儀式而犧牲性命，並且在臨終之際見到初代玉依姬玉依毘賣命前來迎接她的身影。
藤原貞繁
平安時代的平安京城朝廷當權者，為了鞏固自己的政權，意圖藉著暗殺詞紀，奪取後者守護的鬼斬丸。在遊戲番外篇《白華之檻 四季之詩》可窺見其年輕時期的模樣。
天之御中主神
僅於劇情中短暫提及，掌管「力」和「存在」的神明，為創世時期便存在的其中一名別天津神，歷代玉依姬負責守護的鬼斬丸，即是其力量的化身。
高御產巢日神
僅於劇情中短暫提及，掌管「死」和「終焉」的神明，為創世時期便存在的其中一名別天津神，亦係八咫鳥最初的祖先。在創造世界後，便自行離開世間，讓神産巣日神代替祂成為世界的守護神。其持有的寶鏡，正是惡鬼誕生的起源。
玉依毘賣命
僅於劇情中短暫提及，海神綿律見之女兼歷代「玉依姬」的始祖，以自身的血液封印鬼斬丸的力量，奠定玉依一族守護鬼斬丸的使命。過去曾和神產巢日神立下某個約定。
安倍晴明
僅於劇情中短暫提及，為平安時代頗具盛名的陰陽師，秋篠古嗣的祖父，在劇中尚未登場便已經逝世，臨終前留下「世界將於十年後毀滅，來自西方某處且具備強大力量的鬼，將會吞噬其所到之處的生命」的預言。
卯紀
僅於劇情中短暫提及，詞紀的母親兼先代玉依姬，於劇情開端為了不讓詞紀重蹈歷代玉依姬女弒母的命運，於舉辦巫之渡的儀式前夕自盡身亡。
東風姬
僅於空疎尊故事線短暫提及，風波尊的未婚妻，為八咫鳥望族的掌上明珠。在空疎尊和風波尊競爭族民領袖職位的競賽過後，擁護風波尊的八咫鳥族民為了支援風波尊成為繼任領袖，特地替風波尊引薦望族出身的東風姬，促成兩人的姻緣，原本厭惡政治聯姻的風波尊亦受到東風姬純真的性格吸引，進而相戀並論及婚嫁。後來在鬼族進攻八咫鳥居住的村莊時，和其餘八咫鳥的族民被來犯的鬼族殺害。

### 《緋色碎片 新玉依姬傳承》登場人物
藤森沙彌（声：無）
《新玉依姬傳承》的女主角（遊戲裡可變更名字），16歲，高中二年級生。有著深藍色長髮和青色的雙瞳，經常用兩條紅色的緞帶，將側邊的頭髮綁成髮辮。屬於總是向前看的性格，懂得撫慰他人痛苦，對錯誤的事情總是堅強地抗爭面對著。實為擁有玉依姬血統的繼承者。故事開始時，於月圓之夜的寒名市裡邂逅鬼崎刀真，之後便經常看見常人肉眼無法見到的謎樣生物，進而認識包含刀真在內、六名自稱為守護者的少年。
鬼崎刀真（声：杉田智和）
高中二年级生，17歲，有著橙紅色短髮和赤色雙瞳。是個只相信自己力量的自我主義者，属於不管三七二十一拼命向前衝的類型，自尊心很高，充滿自信，不管怎樣的戰鬥都相信自己绝對不會失敗。被諏訪兄弟稱作「若頭」。喜歡自然的事物，討厭機械類。擅長近身戰，為鬼族的後裔。角色姓氏、化身型態、能力的設定原型取自《緋色的欠片》和《蒼黑之楔》的鬼崎拓磨。
大蛇凌（声：平川大輔）
高中二年级生，17歲，有著藍色短髮和紫色雙瞳。性格溫厚認真，為沙彌的青梅竹馬，並被後者視為兄長般信賴著。雖然稍稍有點保護過度，不過绝不容許任何傷害沙彌的行為發生。喜歡家庭料理。擁有操縱水的力量，為大蛇一族的後裔。角色姓氏和能力的設定原型取自《緋色的欠片》和《蒼黑之楔》的大蛇卓。
鴉取駿（声：岡野浩介）
高中二年级生，17歲，有著金色過頸中短髮和碧色雙瞳。個性文靜，喜歡園藝，但因為身體虛弱所以總是向學校請假，為此鮮少和他人聊天，總是獨自望著天空發呆。擁有操縱風的力量，為八咫鳥的後裔。角色姓氏、化身型態、能力的設定原型取自《緋色的欠片》和《蒼黑之楔》的鴉取真弘。
狐邑怜（声：浪川大輔）
高中一年级生，16歲，有著淺朱色短髮和橙褐色雙瞳，右耳刺有耳洞並配戴兩枚耳環。没有什麼特定的目的，過著随波逐流的自由生活，討厭麻煩的事情，相信没用的事情不管再怎樣努力還是一樣沒用。擁有操縱火焰和幻術的力量，為妖狐的後裔。角色姓氏、化身型態、能力的設定原型取自《緋色的欠片》和《蒼黑之楔》的狐邑祐一。
犬戒響（声：下和田裕貴）
高中三年级生，18歲，有著鮮紅色中長髮和琥珀色雙瞳。性格冷漠的現實主義者，只對有條裡的事情感興趣。對不經思考就行動、頭腦不好、想法過於天真的對象相當嚴厲，為天宮音端的兄長。擁有操縱言靈的力量。角色姓氏和能力的設定原型取自《緋色的欠片》和《蒼黑之楔》的犬戒慎司。
狗谷志郎（声：野宮一範）
高中三年级生，18歲，有著草綠色的中長髮和灰色雙瞳。是個性格開朗的樂天派，不管對誰都能開朗面對，也是個能夠缓和氣氛的開心果。因為跟主角的相遇而感受到自己的命運。由於幼時遭受洗腦，經歷過將力量移植至身上的人體實驗，而擁有化身為犬的力量。亦是唯一非透過守護者血脈傳承而擁有特殊力量的守護者。角色姓氏、化身型態、能力的設定原型取自《緋色的欠片》和《蒼黑之楔》的狗谷遼。
諏訪恭介（声：上田祐司）
高中三年级生，諏訪鐵平的孿生兄長，有著深紫色短髮和金色雙瞳的少年。真實身分為黃泉之門的守護者。個性冷靜，生活習性和品味皆和弟弟南轅北轍，雖然和鐵平心意相通，兩人之間的關係卻是水火不容。
諏訪鐵平（声：上田祐司）
高中三年级生，諏訪恭介的孿生弟弟，有著湖綠色短髮和金色雙瞳的少年。真實身分為黃泉之門的守護者。性格好戰易衝動，經常和恭介發生各種形式的衝突。
天宮 音端（声：飯田奈保美）
16歲，謎樣宗教組織「天意百道」的教祖，犬戎響的妹妹。
鴉取千尋
鴉取駿的弟弟，有著和兄長相仿的髮色和雙瞳。
宗象
美保宗一
鹿島（声：菅野裕士）

## 用語
| 玉依姬           | 日本神話中，為海神大綿律見神的次女，豐玉姬之妹，彥波瀲武鸕鷀草葺不合尊之妻，神武天皇之母。在遊戲劇情和動畫版，說明玉依姬代代肩負起守護並封印鬼斬丸的職責。每代玉依姬皆為親族傳承，須於七五三儀式時執行襲名儀式，繼承玉依姬的身份。為了維持血緣的純淨和力量的強度，玉依姬會藉著和守護者家族之一的成員通婚，以確保後代擁有強盛的力量能夠封印鬼斬丸。但由於玉依姬和守護者的特殊身分，故這項祕密沒有記載在歷史典籍裡。在《白華之檻》，則提及歷代玉依姬需執行名為「巫之渡」的傳承儀式親手殺死前代玉依姬，才能正式繼承玉依姬的職位。不過歷經時代變遷，現代（遊戲本傳、《翡翠之雫》、《蒼黑之楔》）的玉依姬傳承儀式，已經沒有殺害前代玉依姬的陋俗，扺需於就任儀式表演奉獻給神明的傳統舞蹈。 而在《翡翠之雫》，「玉依姬」係錦律見村海神神社的最高等海神巫女的職稱，錦律見村的玉依姬歷代守護著村裡供奉的龍神「海神神社」，唯有當代的玉依姬，才能持有做為海神巫女最高等頭銜證明的「玉依姬的勾玉」，代表自己真正承擔起玉依姬的職責，侍奉龍神並守護錦律見村。玉依姬的意志堅定與否，也會影響守護者的力量發揮的程度。此外，直至珠洲繼任玉依姬的職位前，錦律見村仍存在著將玉依姬當成平息龍神憤怒的生贅犧牲的習俗。 |
| 「神明（カミ）」 | 存在於現世和異世的種族，有心性善惡和能力強弱之分。有些神明會常駐於人世，接受人類的供奉成為守護神，有些神明則會受到某些因素的影響墮落變成怪物，襲擊人類和其他生物。擁有神明血統的對象，通常會俱備著過人的靈能和力量，但亦時常被人類視為異類，甚至還會遭受人類的歧視與迫害。在《蒼黑之楔 迎向明天》的劇情裡，則提及具備神明血統的對象並無自由選擇學校的自由，僅能選擇被典藥寮監控的學校，接受典藥寮的監視。 |
| 守護者           | 守護玉依姬的使者，在遊戲本傳、《緋色的欠片 在那天空下》、《蒼黑之楔 緋色的欠片3》、《蒼黑之楔 迎向明天》裡，守護者是守護五家的成員透過血統繼承，從而獲得源自先祖的力量。平常狀態下，先祖的意識會沉睡於守護者的體內，當先祖的意識忽然甦醒的時候，守護者的力量也會跟著增強，但這段期間先祖的意識會取代守護者自身的意識，直至先祖的意識逐漸平息為止。 守護者須藉著和玉依姬接吻的契約覺醒儀式（動畫版第2季則是守護者手持寶具向玉依姬宣誓），才能令自己的力量真正覺醒。當某位守護者的能力覺醒的時候，雙瞳會變成金黃色，身體出現黑色的紋身和先祖的型態特徵。而在《蒼黑之楔 緋色的欠片3》，守護者處於完全覺醒狀態的時候，原本穿著的衣服，也會變成古代風格的和式衣裝。 在《翡翠之雫》，守護者並非透過血統繼承傳承而來，而是被寶具遴選出來的特殊對象。只有俱備寶具的守護者，才能擁有力量對抗妖化的「神明」。 |
| 鬼斬丸           | 《緋色的碎片》本傳和《白華之檻》裡，歷代玉依姬負責守護的滅世之劍。在遊戲本傳的史料典籍記載中，天之御中主神隱身的時候，為了創造出給往後出生的弱者戰鬥用的技術，讓自己的力量蔓延至世界各角落，將自己一半的力量寄宿於該把劍裡，將其立於地面，成為僅次於天之御中主神的強大存在。但隨著諸神陸續誕生，組成龐大的神族世系，眾神間為爭奪鬼斬丸而引發無數次的戰爭。最終海神之女 玉依姬命將自己的血與鬼斬丸相互結合，封印了鬼斬丸，才令諸神為爭奪鬼斬丸引起的紛亂暫時平息。玉依姬命至此亦成為玉依一族的始祖。 必須藉著擁有玉依姬之血的對象和五寶具的力量，才能徹底地將其封印。千年前的常世神為了取得鬼斬丸，受到刀裡蘊藏的鬼的力量影響而狂暴化，導致當代玉依姬身邊的兩名守護者為了阻止常世神而犧牲了性命，連帶讓鬼斬丸因此沾染了邪氣。為了封印沾染邪氣的鬼斬丸，玉依一族自此不得以生贅（活人祭）加強封印。目前被安置於季封村的境內，由典藥寮設下特殊的結界加強封印，以確保鬼斬丸的力量不會影響季封村以外的地方。在動畫版第二季尾聲，珠紀為了不再讓鬼斬丸的力量危害人間，遂在力量完全覺醒的狀態下，運用自己的意念和力量祈求鬼斬丸消失，終結歷代玉依姬負責看守和封印鬼斬丸的使命。 |
| 五寶具           | 《緋色的碎片》本傳裡封印鬼斬丸必備的五樣寶具，每樣寶具皆為歷代玉依姬身上的配件，分別為鏡子、手鐲、戒指、鈴、勾玉項鍊。 |
| 季封村           | 遊戲本傳《緋色的碎片》、《緋色的碎片 在那天空下》、《蒼黑之楔》、《蒼黑之楔 迎向明天》的主要故事舞台，玉依一族和守護五家隱居的村莊。此地被大面積的山林環繞，對外交通僅有固定班次的公車。隨著季節變遷，春夏兩季分別可見盛開的櫻花和濃密茂盛的翠林，進入秋天時，可見到滿山遍佈紅色楓葉的美景，冬天則會被白皚的積雪覆蓋。於此駐紮的典藥寮成員會對於玉依一族和守護五家進行監控，藉此確保封印的穩定性，避免讓守護封印的對象逃離村外。 |
| 守護五家         | 遊戲本傳、《緋色的欠片 在那天空下》、《蒼黑之楔 緋色的欠片3》、《蒼黑之楔 迎向明天》裡，歷代負責守護玉依姬的五個古老家族，分別為「鬼崎」、「狐邑」、「鴉取」、「大蛇」、「犬戎」。五家的姓氏裡，亦暗示各家祖先的千年前的型態（常世神（鬼）、白狐（天狐）、八咫鳥、大蛇、犬）。 鬼崎家 鬼崎家的祖先常世神，係因受到外來的迫害，導致家破人亡，為了復仇而親近玉依姬，藉此獲取力量取得鬼斬丸，卻導致鬼斬丸的封印減弱，令常世神受到鬼斬丸的影響而發狂，最終當代的玉依姬藉著犧牲自己的生命，封印鬼斬丸，常世神為此深感懊悔，自此立誓守護玉依姬和鬼斬丸。為最先和玉依姬建立羈絆的五家成員。而在《蒼黑之楔》史籍記載和《白華之檻》的劇情裡，鬼崎家的祖先則是平安時代隨侍玉依姬，身為常世神後裔的隱歧家成員，經過千年前的戰役後，隱歧家便將家族姓氏變更為鬼崎，奠定鬼崎家守護玉依姬的基礎。歷代的鬼族（常世神）皆擁有過人的體能和力氣且擅長近身肉搏戰。 狐邑家 狐邑家的祖先白狐（幻燈火），係千年前宣誓守護玉依姬的其中一名守護者。但因為本身擁有過於強大的力量，遭人類視為怪物追殺，直至當代的玉依姬（詞紀）出面解救身受重傷的幻燈火，還表明自己願意傳授幻術給祂，才決定追隨玉依姬，成為守護者，亦係除了常世神以外，唯二和千年前的玉依姬有過戀情，並立誓永劫輪迴的守護者。自從幻燈火宣誓守護詞紀，卻在千年前對抗常世神的戰役犧牲後，幻燈火轉世的神明再度出現於世間守護玉依姬，其所繁衍的轉世後裔便成為守護者家族的成員。歷代的白狐後裔亦同時俱備著操控火焰和幻術的力量。 鴉取家 鴉取家的祖先八咫鳥（空疎尊），為千年前宣誓守護玉依姬，亦係對抗常世神（《蒼黑之楔》則變更為對抗千年前的鏡之契約者）戰役中唯一倖存的守護者。八咫鳥一族擁有操控風的力量，且俱備著引導他人的特質。《白華之檻 緋色的欠片4》的劇情裡，則說明八咫鳥其實是繼承高御產巣日神血脈的賀茂建角身命後裔，以窮究世界之理為目標的種族。部分八咫鳥族人會選擇和人世交流，自行決定變成神明或人類的身分存活。經過千年前的戰役後，空疎尊為自己為未能守護玉依姬和另兩名守護者（白狐和大蛇），致其犧牲感到內疚，遂向玉依姬立下「無論輪迴數次，都會以自身性命做為封印生贅」的約定，八咫鳥的後裔至此便承擔著在必要時刻成為加強封印的生贅的使命。歷代的鴉取家成員亦肩負著閱覽古代的文獻，進而知曉關於玉依姬和守護者歷史的義務。 大蛇家 大蛇家的祖先胡土前，和幻燈火與空疎尊同為千年前宣誓守護玉依姬的守護者。大蛇一族是國津神的後裔，擁有操控水的力量，千年前以武勇聞名天下，而且有在戰爭前飲酒的習慣，體弱的對象將會被視為族人的恥辱，但在經過時代變遷後，已無這項習俗。自從胡土前於千年前的戰役犧牲後，胡土前轉世的神明再度出現於世間守護玉依姬，繼而穩固大蛇家成為守護者家族的基礎。《蒼黑之楔》則提及大蛇家的後裔因為千年前對抗鏡之契約者的戰役，故和玉依姬約定要將陰陽雙鏡和鏡之契約者被封印的祕密深藏在史實中，並肩負著司掌守護陽之鏡的職責。 犬戎家 至於犬戎家的祖先 - 山辛彥和海辛彥則是千年前的神明兄弟，山辛彥和另名神明結婚所生的兒子，後來和玉依姬結為夫妻，海辛彥則幻化成狛犬的姿態，成為暗中的守護者。從而奠定犬戎家成為守護五家成員的基石。然而，犬戎家傳至近代的時候，遼的雙親為了保護身為獨子的遼，將其送至生母的娘家親戚撫養，加上言藏家視龍鳳胎的男胎為不祥之兆的習俗，犬戎家因而順勢收養身為龍鳳胎男胎的慎司，藉此瞞過前任玉依姬 宇賀谷静紀。在遊戲番外篇遼的故事線裡，透露犬戎家因為遼不願回歸本家，使得犬戎家面臨失去正統繼承人的問題，連帶讓珠紀提出「守護六家」的構想，藉此改變守護五家的制度，達到兩全其美的成果。 此外，言藏家雖未列入守護五家的陣列，但由於言藏家是玉依姬的旁支血脈，歷代守護著玉依一族，故也被世人視為守護者家族。歷代的言藏家成員擁有操控言靈的力量，並負責協助玉依姬執行生贅儀式。直至珠紀接任為玉依姬並宣布不再讓言藏家的成員執行生贅儀式後，才讓季封村執行生贅儀式的傳統習俗正式走入歷史。 |
| 生贅             | 亦即活人祭，季封村為了保持玉依姬封印鬼斬丸的地點的封印，每年必須奉獻村民的生命維持結界的強度，其實是前代玉依姬宇賀谷静紀認同這項儀式的存在和必要性，並交由玉依姬分家巫女言藏美鶴執行生贅儀式。當村莊產生過於嚴重的異變時或是封印急驟減弱的時候，亦會以活人祭的儀式平息災厄，加強封印。為了掩飾執行活人祭的殘酷行為，較為年長的村民習慣對外宣稱被當成獻祭者的對象是遭遇「神隱」而失蹤。也因為被選為獻祭者的對象，泰半為靈力較強的村民，故其中不乏守護五家的成員被用作祭品而犧牲的案例。目前已知被做為生贅的五家成員，有大蛇卓的母親和狗谷遼的父親。至於鴉取真弘則是因為祖先空疏尊於千年前對玉依姬立下的誓約，才會被宇賀谷静紀和季封村民預選為生贅的預備人選。 |
| 黑典             | 被邏格斯奉為組織圭臬的典籍。 |
| 豐玉姬           | 日本神話中，為海神大綿律見神的長女，玉依姬之姊，火折尊之妻，彥波瀲武鸕鷀草葺不合尊之母。在《翡翠之雫》的設定中，其曾於千年前和玉依姬為首的守護者們展開激烈的對決，最終玉依姬和其餘守護者犧牲自己的性命，才徹底封印豐玉姬的怨念。後因為對八坂真緒的負面情感產生共鳴，令真緒解開封印，從而憑依在前者的身上，和珠洲及守護者們為敵。 |
| 七寶具           | 《翡翠之雫》裡做為玉依姬守護者武器的七樣寶具。當某位對象表現出守護玉依姬的強烈意識時，寶具就會和該名對象產生共鳴，進而遴選對方成為寶具的持有者。雖然寶具對於妖化的神明擁有相當程度的殺傷力，但在面對同為守護者的對手時，威力就會自動減弱。只要守護者對玉依姬宣布放棄守護者的職位，或是守護者受到過於嚴重的精神衝擊，守護者持有的寶具就會自動消失，令守護者失去能力；若是守護者對於自己重拾信心，再度和玉依姬確立彼此間的羈絆，寶具就會自行回到守護者的手裡，進而恢復守護者的能力。七樣寶具分別為二刀小太刀、弓、投げ羽、槍、六角棍、獨钴杵、長刀。 |
| 錦律見村         | 《翡翠之雫》的故事舞台，是座被山海環繞，供奉龍神的靠海村莊。名字由來取自日本神話的海神大綿律見神。 |
| 龍神             | 《翡翠之雫》錦律見村所供奉的神明，當龍神因故發狂的時候，就會給錦律見村帶來災厄。 |
| 藥師眾           | 於《蒼黑之楔》登場，隸屬典藥寮的特殊部隊。藥師眾的成員清一色配戴黑白雙色的面具，披戴墨綠色的連帽斗篷，而且俱備著能和守護者抗衡的實力。必要時會接受上級的命令，除掉任何妨礙任務的對象。 |
| 鏡之契約者       | 於《蒼黑之楔》提及，早於千年前便存在，守護鏡的力量的封印者。千年前被封印於鬼斬丸的惡鬼，即為前任鏡之契約者的化身，當時的玉姬姬付出解放鬼斬丸和犧牲三名守護者的代價，才正式地封印鏡之契約者。要成為鏡之契約者的對象，本身必須具備相當程度的靈力且同時持有陰之鏡和陽之鏡，接著將靈力同時灌輸至兩面鏡子裡，才能進行轉化儀式成為契約者。只要有新的對象繼承鏡子的力量成為新任契約者，而且契約者還持續存活的狀態下，原先的鏡之契約者就不會覺醒，唯有契約者死亡的時候，才能停止現象。 當原本用於封印鏡之契約者的封印未被完全解放時，原先的鏡之契約者將會以不完全體的型態被剝離出來，而且只有在獲得名字的狀態，才能擁有自我。若是鏡之契約者的力量完全覺醒，或是 鏡之契約者未能控制鏡子的力量，鏡子的力量將會凌駕於契約者的意識，使世界瀕臨被毀滅的危險。普通人和靈力較弱的對象強制執行轉化儀式，將會立即喪失自我，變成狂暴的怪物。 此外，鏡之契約者可藉由特殊的儀式，捨棄自己的力量，但代價是會失去不老不死的靈能，減短契約者的壽命。 |
| 陰之鏡和陽之鏡   | 於《蒼黑之楔》登場，由夜神月讀利用自己的靈魂所創造的雙鏡，亦是成為鏡之契約者必備的儀式道具。兩面鏡子分別主掌「陰」與「陽」的力量。陰之鏡可讓持有者踏進「陰」的世界，陽之鏡可反映其他人的內心，亦能讓持有者回到屬於「陽」的現世。但是鏡子會將活體生命吸進陰的世界，藉著吸收被送往此處的對象的生命力，從而降低鏡之契約者的力量。倘若被吸進陰的世界的活體生命未能脫離該世界，就會被陰的世界吸盡自己的生命而亡。千年前的玉依姬使用鬼斬丸封印鏡之契約者後，大蛇家和五瀨家便各別收藏著陰陽雙鏡的其中一面鏡子，直至五瀨家於15年前遭逢滅門之禍，原本由五瀨家負責守護的陰之鏡遂交由典藥寮代為保管。後由於鏡之契約者的封印減弱，令鏡子的力量失去控制，從而在季封村引發村民集體神隱的事件。 而在《白華之檻》裡，陰陽雙鏡的原型，是高御產巣日神持有的寶鏡。在承續《緋色的碎片》和《蒼黑之楔》歷史的結局模式中，詞紀使用鬼斬丸封印因為使用寶鏡的力量而化身的惡鬼，才令其分裂成陰陽雙鏡。 |
| アゾット         | 於《蒼黑之楔》登場，專門用於對付邏格斯創造的人造生命體凱特爾（尼爾）的特製寶劍，只要該把寶劍刺中凱特爾（尼爾）的身軀，就會導致凱特爾（尼爾）的死亡。 |
| 高天原           | 於《白華之檻》提及，亦即神明居住的世界。 |
| 幽界             | 於《白華之檻》提及，介於高天原（神界）和中津國（人界）的狹縫間，由神產巢日神創建的世界。居於此處的居民和神兵，多為效忠神產巢日神的國津神。 |
| 中津國           | 於《白華之檻》提及，亦即人類居住的世界。《白華之檻》的人界舞台，主要為當時的京城和季封村。 |
| 天地神議         | 於《白華之檻》提及，為神族之間的停戰協議。起因為天津神為了奪得中津國（人界）的統治權，率軍攻打原先統治中津國的國津神，結果不僅導致國津神幾近滅族，還使得整個世界幾近毀滅的邊緣，最終神產巢日神出面調停雙方的糾紛，對天津神提出不得追殺國津神的條件，將世界的統治權交與天津神，順將鬼斬丸交給玉依毘賣命封印，令天津神和國津神接受這項協議並結束戰爭，國津神族亦為報答神產巢日神的救命之恩，宣誓效忠神產巢日神。千年前統治平安京城的神族，即為天津神的後裔。至於大蛇一族和鬼蜘蛛則是國津神的後裔。 |
| 巫之渡           | 於《白華之檻》提及的玉依姬傳承儀式。當時任玉依姬的女兒長到七歲的時候，必須在繼承儀式用使用鬼斬丸殺死自己的母親，才能繼承前者的位階成為繼任玉依姬，並且在下一次的巫之渡儀式裡被自己所生的女兒所殺，藉此強化鬼斬丸的封印強度。直至玉依姬的職位傳至詞紀後，詞紀為了不讓後代玉依姬再度上演女兒親手殺害母親的悲劇，遂以身作則終止這項儀式，令流傳多年的巫之渡儀式從此走入歷史。在《白華之檻》幻燈火故事線的正常結局模式，則透露詞紀係自行將劍刃插進胸口自盡，才結束歷代執行巫之渡的傳統。 |
| 御魂镇           | 於《白華之檻》提及的儀式。時任玉依姬需不時削減自己的生命，藉此鎮壓著鬼斬丸的力量。 |
| 寒名市           | 《緋色碎片 新玉依姬傳承》的故事舞台，沙彌和守護者們居住的先進都市，因為擁有最新技術和優美環境，被外界譽為「最佳居住城市」而廣受歡迎。 |

## 主題曲
片頭曲
編曲 - 西野誠 歌：藤田麻衣子
FD片頭曲
編曲 - Steve Good
DS版片頭曲
編曲 - 時乘浩一郎
DS版片尾曲
編曲 - 寺嶋民哉
PSP版片頭曲
編曲 - Steve Good
PS3版片頭曲
編曲 - Steve Good
PS3版片頭曲
編曲 - Steve Good
緋色的欠片   片頭曲
編曲 - Steve Good
緋色的欠片2  主題曲
編曲 - MW RECORDS
緋色的欠片2  片尾曲
編曲 - 時乗浩一郎
緋色的欠片2  PS2版・PSP版 主題曲
編曲 - 金魚すくい
緋色的欠片2  DS版 主題曲
編曲 - Steve Good
緋色的欠片2  片尾曲
編曲 - 時乗浩一郎
緋色的欠片3  PS2版 片頭曲
編曲 - Steve Good 歌：藤田麻衣子
緋色的欠片3  PS2版 片尾曲
編曲 - 時乗浩一郎
緋色的欠片3  DS版 片頭曲
編曲 - Steve Good
緋色的欠片3  PS2版 片尾曲
編曲 - Steve Good
緋色的欠片3 DS版 片尾曲
歌- 藤田麻衣子
緋色的欠片3  通往明日之門 片頭曲
編曲 - Steve Good
緋色的欠片3  通往明日之門 片尾曲
編曲 - Steve Good
緋色的欠片4   主題曲
編曲 - Steve Good
緋色的欠片4   片尾曲
編曲 - 藤田麻衣子
緋色的欠片4   四季之詩 主題曲
緋色的欠片4   四季之詩 春季主題曲
作詞 - 磯谷佳江 / 作曲 - 小野貴光 / 編曲 - 戸田章世 / 歌 - 藤田麻衣子
緋色的欠片4   四季之詩 夏季主題曲
作詞 - 磯谷佳江 / 作曲 - 小野貴光 / 編曲 - 戸田章世 / 歌 - mao
緋色的欠片4   四季之詩 秋季主題曲
作詞 - 磯谷佳江 / 作曲 - rino / 編曲 - chokix / 歌 - 霜月はるか
緋色的欠片4   四季之詩 冬季主題曲
作詞 - 磯谷佳江 / 作曲・編曲 - なるけみちこ / 歌 - 織田かおり

## 延伸作品
《緋色的碎片》、《緋色的碎片 在那片天空下》、《蒼黑之楔》的輕小說版故事係以遊戲版的拓磨故事線為主軸，加上其他角色部分故事線劇情改編而成。作者為水澤なな。動畫版是依據遊戲本傳《緋色的碎片》和部分《緋色的碎片 在那片天空下》的內容，綜合小說版劇情整合編製而成。動畫共分為兩季，全話數26集。附有1集長約11分鐘的OVA特別篇。
遊戲特典附錄廣播版CD和Drama CD，係根據遊戲系列劇情設定延伸的番外故事，主要收錄守護者之間的逸聞和趣事。

## 關連商品
- 角色歌和短劇CD

- 緋色の欠片 キャラクターソングシリーズ vol.1 鬼崎拓磨&鴉取真弘（TRCD-10064）（2007年6月29日發售）
- 緋色の欠片 キャラクターソングシリーズ vol.2 狐邑祐一&狗谷遼（TRCD-10065）（2007年7月13日發售）
- 緋色の欠片 キャラクターソングシリーズ vol.3 大蛇卓&犬戒慎司（TRCD-10066）（2007年7月27日發售）
- 緋色の欠片 キャラクターソングシリーズ vol.4 艾恩（TRCD-10067）（2007年9月21日發售）
- 緋色の欠片 キャラクターソングシリーズ vol.5 茲拜（TRCD-10068）（2007年9月21日發售）
- 緋色の欠片 キャラクターソングシリーズ vol.6 多萊爾（2007年9月21日發售）※コミケ・通販限定特典CD
- 翡翠の雫 緋色の欠片2 キャラクターソングシリーズ Vol.1 重森晶&高千穂陸（TRCD-10069）（2007年11月28日發售）
- 翡翠の雫 緋色の欠片2 キャラクターソングシリーズ Vol.2 壬生小太郎&御子柴圭（TRCD-10070）（2007年12月12日發售）
- 翡翠の雫 緋色の欠片2 キャラクターソングシリーズ Vol.3 賀茂保典&高原エリカ（TRCD-10071）（2007年12月29日發售）
- 蒼黒の楔 緋色の欠片3 キャラクターソングCD 凱特爾&凛（TRCD-10082）（2009年2月6日發售）
- ヒイロノカケラ 新玉依姫伝承 キャラクターソングCD（LACA-5982）（2010年2月10日發售）

- 廣播劇CD

- Dramatic CD Collection 緋色の欠片（MACY-2144）（2007年8月31日發售）
- Dramatic CD Collection 緋色の欠片 貳（MACY-2155）（2008年3月28日發售）
- Dramatic CD Collection 蒼黒の楔 緋色の欠片3（2009年3月27日發售）
- 緋色の欠片 ドラマCD 〜櫻花之螢〜（KDSD-262）（2009年2月25日發售）
- 緋色の欠片 ドラマCD「魔術師的持有筆記」（KDSD-263）（2009年4月29日發售）
- 翡翠の雫 緋色の欠片2 ドラマCD 迷惑的洞窟（KDSD-157）（2007年10月31日發售）
- 翡翠の雫 緋色の欠片2 ドラマCD Vol.2 幻魔の罠（KDSD-211）（2008年10月15日發售）
- 真・翡翠の雫 緋色の欠片2 ドラマCD 渡過黃泉（KDSD-318）（2009年12月16日發售）
- オトメイトCD BOOK 蒼黒の楔 緋色の欠片3 外傳（2009年3月19日發售）
- ヒイロノカケラ 新玉依姫伝承 ドラマCD 【諏訪プロデュース・守護者育成計画】（KDSD-00342）（2010年3月17日發售）
- 白華の檻 〜緋色の欠片4〜ドラマCD 二華飾り（KDSD-00594）（2012年11月14日發售）

サウンドトラック
- 緋色の欠片シリーズ オリジナルサウンドトラック（KDSD-151）（2007年9月5日發售）
- 蒼黒の楔 緋色の欠片3 オリジナルサウンドトラック（KDSD-247）（2008年11月26日發售）

- 設定公式本，官方小說

- 緋色の欠片 公式ビジュアルファンブック（2006年10月2日發售） ISBN 978-4-7577-2944-8
- 緋色の欠片〜あの空の下で〜 公式ガイドブック（2007年3月7日發售） ISBN 978-4-7577-3402-9
- 緋色の欠片 DS&ポータブル 公式ガイドブック（2009年4月2日發售） ISBN 978-4-7577-4806-4
- 翡翠の雫 緋色の欠片2 公式ビジュアルファンブック（2007年9月28日發售） ISBN 978-4-7577-3786-0
- 蒼黒の楔 緋色の欠片3 公式ビジュアルファンブック（2008年10月2日發售） ISBN 978-4-7577-4506-3
- 白華の檻 ～緋色の欠片4～ 公式ビジュアルファンブック（2012年10月31日發售） ISBN 978-4-04-728470-8
- ヒイロノカケラ 新玉依姫伝承 公式ビジュアルファンブック（2009年12月24日發售） ISBN 978-4-04-726172-3
- 緋色の欠片 ストーリーブック 上巻（2007年3月12日發售） ISBN 978-4-7577-3466-1
- 緋色の欠片 ストーリーブック 下巻（2007年4月11日發售） ISBN 978-4-7577-3534-7
- 翡翠の雫 緋色の欠片2 ストーリーブック（2007年12月22日發售） ISBN 978-4-7577-3958-1
- 緋色の欠片 -壹之章-（2007年8月20日發售） ISBN 978-4-7577-3584-2
- 緋色の欠片 -貳之章-（2007年9月15日發售） ISBN 978-4-7577-3741-9
- 緋色の欠片 -參之章-（2007年11月15日發售） ISBN 978-4-7577-3843-0
- 緋色の欠片 ~あの空の下で~（2012年1月14日発売） ISBN 978-4-0427-7800-4
- 緋色の欠片 蒼黒の楔 -壹之章-（2012年11月15日發售） ISBN 978-4-0472-8520-0
- 緋色の欠片 蒼黒の楔 -貳之章-（2012年12月15日發售） ISBN 978-4-0472-8593-4
- 緋色の欠片 蒼黒の楔 -參之章-（2013年2月15日發售） ISBN 978-4-0472-8723-5
- 緋色の欠片 -目覚めの刻-（2008年2月1日發售） ISBN 978-4-7577-4029-7
- 緋色の欠片 ~あの空の下で~（2012年3月31日發售） ISBN 978-4-0472-8018-2
- 緋色の欠片 アンソロジー（2012年3月1日發售） ISBN 978-4-0472-7896-7
- 緋色の欠片 アンソロジー 弐（2012年10月1日發售） ISBN 978-4-0427-8390-9
- カズキヨネ画集 -斬華-（2008年1月26日發售） ISBN 978-4-7877-4049-5
- BAROCCO vol.1（2008年10月28日發售） ISBN 978-4-8919-9027-5
- 完全保存版 公式アートブック 緋色の欠片 -傳承繪巻-（2012年1月10日發售） ISBN 978-4-8919-9086-2
- 緋色の欠片大全 DVD付き完全繪巻之書（2013年3月28日發售） ISBN 978-4-0472-8640-5
- 緋色の欠片 名言集（2012年4月20日發售） ISBN 978-4-8919-9092-3

- DVD

- ミュージカル 緋色の欠片 〜命運的守護者〜（2009年3月27日發售）

## 電視動畫

### 製作人員
- 原作：Idea FACTORY／Design Factory
- 監督：ボブ白旗
- 系列構成：中村能子
- 構成協力：藤澤經清
- 角色原案：カズキヨネ
- 角色設計、總作畫監督：恩田尚之
- 動畫角色監修：いけ
- 機械設計：植田均
- 道具設計：小坂知
- 道具作畫監督：岡戶智凱
- 色彩設計：大須賀隆純
- 美術監督：清水順子
- 攝影監督：川口正幸
- 編集：松村正宏
- 音樂：七瀨光
- 音響監督：平光琢也
- 音響效果：出雲範子
- 音響制作：DAX INTERNATIONAL
- 製作人：米倉功人、角田博昭、松井千夏、齋藤滋、浦崎宣光、坂本耕作、金庭こず惠
- 動畫製作：STUDIO DEEN
- 製作：「緋色的碎片」製作委員會、小石川伸哉、西垣慎一郎、川城和實、井上俊次、野口和紀、中田善文、太布尚弘

### 主題曲
第1季
片頭曲
作詞、作曲、歌：藤田麻衣子，編曲：虹音
片尾曲
作詞：藤田麻衣子，作曲、編曲：增田武史，歌：喜多修平
第2季
片頭曲
作詞、作曲、歌：藤田麻衣子，編曲：虹音
片尾曲
作詞：，作曲、編曲：渡邊拓也，歌：喜多修平
片尾曲「宝物」第13話
作詞、作曲、歌：藤田麻衣子，編曲：大野宏明

### 各話標題
| 話數      | 日文標題 | 中文標題       | 腳本       | 分鏡              | 演出              | 作畫監督                                                                    | 總作畫監督                          | 首播日期   |
| 第1季     | 第1季    | 第1季          | 第1季      | 第1季             | 第1季             | 第1季                                                                       | 第1季                               | 第1季      |
| --------- | -------- | -------------- | ---------- | ----------------- | ----------------- | --------------------------------------------------------------------------- | ----------------------------------- | ---------- |
| 第一話    |          | 玉依姬         | 中村能子   | ボブ白旗          | 加藤敏幸          | 北原廣大 青野厚司                                                           | 石井久美                            | 2012-04-01 |
| 第二話    |          | 決心的一步     | 中村能子   | ボブ白旗          | 吉田俊司          | 伊藤美奈 松尾亞希子                                                         | 工藤裕加                            | 2012-04-08 |
| 第三話    |          | 五位守護者     | 中村能子   | 鎌倉由實          | 殿勝秀樹          | 山本佐和子 奧野浩行                                                         | 石井久美                            | 2012-04-15 |
| 第四話    |          | 聖女的降臨     | 横手美智子 | 登坂晉            | 登坂晉            | 北原章雄 善似郎                                                             | 工藤裕加                            | 2012-04-22 |
| 第五話    |          | 對立的使命     | 中瀨理香   | 川口理惠          | 阿部達也          | 永田正美 鈴木奈都子                                                         | 石井久美                            | 2012-04-29 |
| 第六話    |          | 對決的去向     | 中村能子   | ボブ白旗          | 龜井幹太          | 松尾亞希子 山田裕子                                                         | 工藤裕加                            | 2012-05-06 |
| 第七話    |          | 羈絆的破綻     | 横手美智子 | 今千秋            | 殿勝秀樹          | 山本佐和子                                                                  | 石井久美                            | 2012-05-13 |
| 第八話    |          | 典藥寮的思緒   | 中瀨理香   | 加藤敏幸          | 加藤敏幸          | 荒木彌緒、岡崎洋美 羽田浩二、北原章雄 青野厚司                              | 青野厚司                            | 2012-05-20 |
| 第九話    |          | 大地的鳴動     | 中村能子   | 福田道生          | 吉田俊司          | 伊藤美奈、善似郎 松尾亞希子、安彥守 龜谷響子、菅野東 荒木彌緒               | 石井久美                            | 2012-05-27 |
| 第十話    |          | 守護的思念     | 横手美智子 | あべたつや        | あべたつや        | 鈴木奈都子                                                                  | 工藤裕加                            | 2012-06-03 |
| 第十一話  |          | 鬼的傳承       | 中瀨理香   | 川瀨敏文          | 龜井幹太          | 日下兼彰、石川智美                                                          | 石井久美                            | 2012-06-10 |
| 第十二話  |          | 決戰時刻       | 横手美智子 | 浪速勉            | 間島崇寬          | 北原章雄、山田裕子 阿部美紗緒                                               | 青野厚司                            | 2012-06-17 |
| 第十三話  |          | 鬼斬丸之力     | 中村能子   | 福田道生          | 吉田俊司          | 工藤裕加、羽田浩二 齊藤美香、伊藤美奈 岡崎洋美、鈴木奈津子 竹田まさき       | 恩田尚之 青野厚司 石井久美          | 2012-06-24 |
| 第2季     |          |                |            |                   |                   |                                                                             |                                     |            |
| 第一話    |          | 玉依的命運     | 中村能子   | ボブ白旗          | 佐藤光敏          | 手島勇人、中本尚                                                            | 工藤裕加                            | 2012-09-30 |
| 第二話    |          | 暗雲的預兆     | 中瀨理香   | 佐藤照雄          | 清水一伸          | 永田正美、鈴木奈都子                                                        | 青野厚司                            | 2012-10-07 |
| 第三話    |          | 背叛的誓言     | 橫手美智子 | 加藤敏幸          | 永居慎平          | 岡崎洋美、山田裕子 渡部裕子、阿部美佐緒 荒木彌緒                            | 青野厚司 工藤裕加 羽田浩二          | 2012-10-14 |
| 第四話    |          | 五家的崩壞     | 中村能子   | 川口理惠          | 竹下健一          | 本城惠一郎、森本浩文 松下郁子、渡部裕子 鈴木彩子、津熊健德                  | 工藤裕加 青野厚司                   | 2012-10-21 |
| 第五話    |          | 淚的真實       | 橫手美智子 | 佐藤照雄 福田道生 | 吉田俊司          | 淺井昭人                                                                    | 青野厚司                            | 2012-10-28 |
| 第六話    |          | 虛偽的心       | 中瀨理香   | 小瀧禮            |                   | 堀越久美子                                                                  | 青野厚司 工藤裕加                   | 2012-11-04 |
| 第七話    |          | 夢的記憶       | 中村能子   | 花札虎南          |                   | 伊藤美奈、中村昇太郎 大和田彩乃                                             | 青野厚司 羽田浩二                   | 2012-11-11 |
| 第八話    |          | 兩人的決心     | 横手美智子 | 渡部穩寬          | 渡部穩寬          | 川崎愛香、沈宏 駒本藍子                                                     | 青野厚司                            | 2012-11-18 |
| 第九話    |          | 悠久的約定     | 中瀨理香   | 川口理恵          | 小柴純彌          | Kim Kang Won Chang Bum Chul                                                 | 青野厚司 岡崎洋美 工藤裕加 羽田浩二 | 2012-11-25 |
| 第十話    |          | 神明之力       | 中瀨理香   | 寺東克己          | 永居慎平          | 淺井昭人、齋藤美香 吉田尚人                                                 | 青野厚司 工藤裕加 岡崎洋美          | 2012-12-02 |
| 第十一話  |          | 緋色的碎片     | 中村能子   | 花札虎南          | 吉田俊司          | 石川智美、河南正昭 手島典子、大木賢一                                       | 恩田尚之 青野厚司 工藤裕加 岡崎洋美 | 2012-12-09 |
| 第十二話  |          | 守護者的覺醒   | 横手美智子 | 加瀨充子          | 木村延景 ボブ白旗 | 大和田彩乃、中森晃太郎 荒木彌緒、北村章雄                                   | 恩田尚之 青野厚司 羽田浩二 岡崎洋美 | 2012-12-16 |
| 第十三話  |          | 永遠的誓言     | 中村能子   | 八瀨泰三 安海るか | 佐藤照雄 ボブ白旗 | 青野厚司、工藤裕加 石井久美、河野真貴 冨谷美香、石川洋一 河南正昭、手島典子 | 恩田尚之 青野厚司 工藤裕加          | 2012-12-23 |
| OVA特別篇 |          |                |            |                   |                   |                                                                             |                                     |            |
| 特別篇    |          | 突襲！鄰家帥哥 | 山田花名   |                   | サトウ光敏        | 中本尚、古住千秋                                                            | 前澤泓美                            |            |

### 播放電視台
日本深夜動畫：下文記載的日本国内播放時間使用日本標準時間（UTC+9）表示。因為部分時間标识會採用30小时制，因此請留意这类超过24:00的时间，其實際播放時間為翌日清晨。
| 播放地區   | 播放電視台     | 播放日期                 | 播放時間（UTC+9）          | 所屬聯播網 | 備註                        |
| 第1季      | 第1季          | 第1季                    | 第1季                      | 第1季      | 第1季                       |
| ---------- | -------------- | ------------------------ | -------------------------- | ---------- | --------------------------- |
| 東京都     | TOKYO MX       | 2012年4月1日 - 6月24日   | 星期日 22時00分 - 22時27分 | 獨立UHF局  |                             |
| 北海道     | 札幌電視台     | 2012年4月2日 - 6月25日   | 星期一 25時33分 - 26時03分 | 日本電視網 |                             |
| 近畿廣域圈 | 讀賣電視台     | 2012年4月2日 - 6月25日   | 星期一 25時53分 - 26時23分 | 日本電視網 | 製作委員會参加、MANPA節目   |
| 福岡縣     | 福岡放送       | 2012年4月2日 - 6月25日   | 星期一 25時59分 - 26時29分 | 日本電視網 |                             |
| 中京廣域圈 | 中京電視台     | 2012年4月3日 - 6月26日   | 星期二 26時37分 - 27時07分 | 日本電視網 |                             |
| 日本全國   | KIDS Station   | 2012年4月4日 - 6月27日   | 星期三 24時30分 - 25時00分 | 衛星電視   |                             |
| 日本全國   | NICONICO生放送 | 2012年4月4日 - 6月27日   | 星期三 25時00分 - 25時30分 | 網路電視   |                             |
| 日本全國   | 萬代頻道       | 2012年4月5日 - 6月28日   | 星期四 12時00分 - 12時30分 | 網路電視   |                             |
| 第2季      |                |                          |                            |            |                             |
| 東京都     | TOKYO MX       | 2012年9月30日 - 12月23日 | 星期日 22時00分 - 22時27分 | 獨立局     |                             |
| 北海道     | 札幌電視台     | 2012年10月1日 - 12月24日 | 星期一 25時33分 - 26時03分 | 日本電視網 |                             |
| 近畿廣域圏 | 讀賣電視台     | 2012年10月1日 - 12月24日 | 星期一 25時58分 - 26時28分 | 日本電視網 | 製作委員會参加、MANPA 第1部 |
| 福岡縣     | 福岡放送       | 2012年10月1日 - 12月24日 | 星期一 25時59分 - 26時29分 | 日本電視網 |                             |
| 中京廣域圏 | 中京電視台     | 2012年10月2日 - 12月25日 | 星期二 26時37分 - 27時07分 | 日本電視網 |                             |
| 日本全國   | KIDS Station   | 2012年10月3日 - 12月26日 | 星期三 24時30分 - 25時00分 | 衛星電視   |                             |

| 讀賣電視台 MANPA 第1部 星期一 25時53分 - 26時23分 節目 | 讀賣電視台 MANPA 第1部 星期一 25時53分 - 26時23分 節目 | 讀賣電視台 MANPA 第1部 星期一 25時53分 - 26時23分 節目 |
| ------------------------------------------------------ | ------------------------------------------------------ | ------------------------------------------------------ |
|                                                        | 緋色的碎片                                             |                                                        |
| 輪迴的拉格朗日                                         | 輪迴的拉格朗日 Season 2                                |                                                        |
| 讀賣電視台 MANPA 第1部 星期一 25時58分 - 26時28分 節目 |                                                        |                                                        |
| 輪迴的拉格朗日 Season 2                                | 緋色的碎片 第二章                                      | LoveLive!                                              |

| 緯來日本台 週一至週五 20:00至20:30                                            | 緯來日本台 週一至週五 20:00至20:30                      | 緯來日本台 週一至週五 20:00至20:30 |
| ----------------------------------------------------------------------------- | ------------------------------------------------------- | ---------------------------------- |
|                                                                               | 緋色碎片 （2013.01.21 - 2013.02.06）                    |                                    |
| 變身指令(20:00 - 20:30) （1/21起改為20:30 - 21:00) （2013.01.18 - 2013.01.29) | 糸子的洋裝店 （一次播兩集） （2013.02.18 - 2013.03.22） |                                    |

## 備註
1. ↑  1.此處係以遊戲本傳的劇情為基準，由於在遊戲版《蒼黑之楔》的劇情裡，追加珠紀曾於幼年時期和卓與祐一會面的細節，故拓磨實際上是珠紀遇見的第三位守護者。
2. ↑  3.《蒼黑之楔》卓故事線，則提及卓透過先代玉依姬 宇賀谷靜紀的引薦認識年幼的珠紀時，正係卓的母親被作為生贅犧牲後的時期。

## 參註
1. ↑  . Amazon.co.jp.   [2013年8月15日] （日语）.
2. 1 2 3
3. 1 2   拓磨故事線
4. 1 2 3 4 5 6 7 8 9 10
5. 1 2 3 4 5 6 7 8
6. 1 2 3 4 5 6 7 8 9 10 11 12 13
7. 1 2   拓磨故事線
8. 1 2 3 4   祐一故事線
9. 1 2 3 4 5   祐一故事線
10. 1 2 3 4   慎司故事線 後日談
11. ↑   祐一故事線
12. ↑   真弘故事線
13. ↑  蒼黒の楔～ 緋色の欠片3 真弘故事線
14. ↑   特典廣播Drama
15. 1 2   真弘故事線
16. ↑   真弘故事線
17. 1 2 3 4   卓故事線
18. 1 2 3   卓故事線
19. 1 2   卓故事線
20. ↑   卓故事線
21. 1 2   慎司線
22. ↑  緋色の欠片，蒼黒の楔～ 緋色の欠片3，蒼黒の楔～ 緋色の欠片3 明日への扉
23. ↑   拓磨故事線&遼故事線
24. ↑   遼故事線
25. 1 2   遼故事線
26. 1 2 3 4 5 6   遼故事線
27. ↑   遼故事線
28. 1 2
29. ↑  緋色の欠片 祐一故事線
30. 1 2   抽籤系統附錄圖片
31. ↑   動畫OVA特別版
32. 1 2 3  緋色の欠片
33. ↑   クテル故事線
34. 1 2   凛故事線
35. ↑   凛故事線
36. ↑  《白華之檻 緋色的欠片4》官方部落格
37. 1 2 3 4 5 6   幻燈火正常結局模式故事線
38. ↑   祐一故事線
39. 1 2 3   幻燈火正常結局模式故事線
40. ↑   官方番外小說
41. ↑   真弘故事線
42. 1 2
43. 1 2  《白華之檻 緋色的欠片4》
44. ↑  緋色の欠片 廣播劇CD

## 外部連結
- 《緋色的碎片》遊戲官方網站 （日語）
- 《緋色的碎片》電視動畫官方網站 （日語）
- 《緋色的碎片》電視動畫網站（讀賣電視台） （页面存档备份，存于） （日語）